# Nazionale maschile di calcio del Brasile
La nazionale di calcio del Brasile (port. Seleção Brasileira de Futebol, per questo nota informalmente come Seleção) è la rappresentativa calcistica del Brasile ed è posta sotto l'egida della Confederação Brasileira de Futebol.
La nazionale Verdeoro, come si usa chiamarla in Italia in riferimento ai colori della casacca, è una delle nazionali di calcio più titolate del mondo nonché quella più titolata nel campionato mondiale, vinto per 5 volte (1958, 1962, 1970, 1994 e 2002). Per questa ragione i giocatori del Brasile sono soprannominati Pentacampeões ("Pentacampioni"). Il Brasile è, insieme all'Italia, una delle due nazionali che si sono aggiudicate il titolo mondiale per due volte consecutive, nel 1958 e nel 1962.
Unica nazionale ad aver partecipato a tutte le edizioni del mondiale, in bacheca annovera anche 9 Coppe America e 4 Confederations Cup (primato). Vanta la disputa di sette finali del campionato del mondo e undici piazzamenti complessivi nei primi quattro posti della competizione in ventidue partecipazioni (solo la nazionale tedesca ha fatto meglio, con tredici piazzamenti complessivi in venti partecipazioni).
Nel ranking mondiale della FIFA, istituito nell'agosto 1993, ha più volte occupato la prima posizione: dal settembre al novembre 1993, dall'aprile al giugno 1994, dal luglio 1994 al maggio 2001, dal luglio 2002 al febbraio 2007, dal luglio al settembre 2007, dal luglio al novembre 2009, dall'aprile al luglio 2010, dall'aprile al luglio 2017, dall'agosto al settembre 2017 e dal marzo 2022 all'aprile 2023. Ha inoltre chiuso dodici volte l'anno solare in testa alla classifica, il che costituisce un primato. Il peggiore piazzamento nella classifica mondiale della FIFA è il 22º posto, occupato nel giugno 2013. Occupa attualmente la 5ª posizione della graduatoria.

## Storia

### Esordi e prime apparizioni al mondiale (1914-1950)
La nazionale brasiliana esordì nel 1914 e dovette attendere il 1928 per giocare contro squadre europee. Guidata dal prolifico attaccante Arthur Friedenreich, la Seleçao vinse poi il campionato sudamericano del 1919 e del 1922.
Le prime apparizioni al campionato del mondo, tuttavia, non ebbero successo, in parte a causa delle lotte interne al calcio brasiliano circa l'opportunità di passare al professionismo, dissidi che resero la confederazione calcistica brasiliana incapace di schierare nazionali con i migliori giocatori. Eliminato al primo turno del campionato mondiale del 1930 e del 1934, il Brasile ottenne il terzo posto al mondiale del 1938, dove fu l'unica nazionale sudamericana nella competizione, con Leônidas capocannoniere a quota 7 reti. La fine del decennio seguente vide la squadra ottenere la vittoria al campionato sudamericano del 1949.

### IlMaracanazoe gli anni d'oro con Pelé (1950-1970)

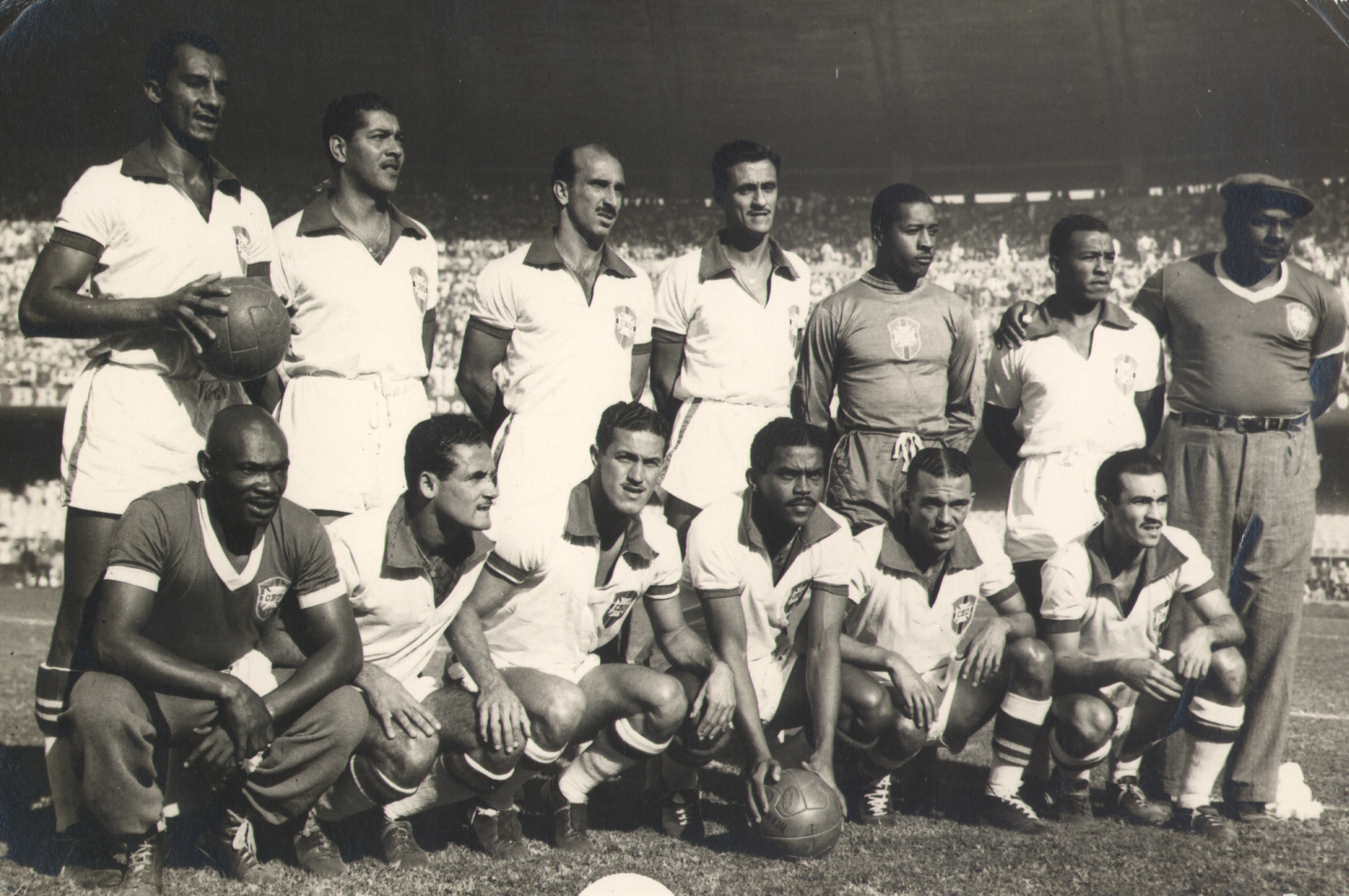
Una formazione del Brasile al

Nel 1950 il Brasile ospitò per la prima volta il mondiale e nella gara decisiva del girone finale affrontò l'Uruguay allo stadio Maracanã di Rio de Janeiro davanti a duecentomila spettatori. Nonostante al Brasile bastasse un pari per ottenere la vittoria dell'ambito trofeo, a vincere furono gli uruguaiani, che si imposero per 2-1 in rimonta, causando una disfatta vissuta dal pubblico di casa come un dramma, passato alla storia come Maracanazo (in portoghese Maracanaço). Al campionato mondiale del 1954 la selezione brasiliana, che annoverava calciatori del calibro di Nílton Santos, Djalma Santos, Julinho e Didi, uscì ai quarti di finale.
Nel 1958 il Brasile si aggiudicò per la prima volta il titolo mondiale, battendo in finale i padroni di casa della Svezia per 5-2; durante il torneo si mise in luce il diciassettenne Pelé, destinato a divenire secondo molti il miglior calciatore della storia e autore, proprio in finale, di un pregevole gol, ritenuto fra i più belli di sempre. Il successo fu replicato nel 1962, in Cile, dove il Brasile rivinse il titolo mondiale sconfiggendo i padroni di casa in semifinale e la Cecoslovacchia per 3-1 in finale. Garrincha fu il protagonista del torneo, in particolar modo dopo l'infortunio subito da Pelé nel secondo incontro della competizione, che costrinse o Rey a saltare le restanti partite.

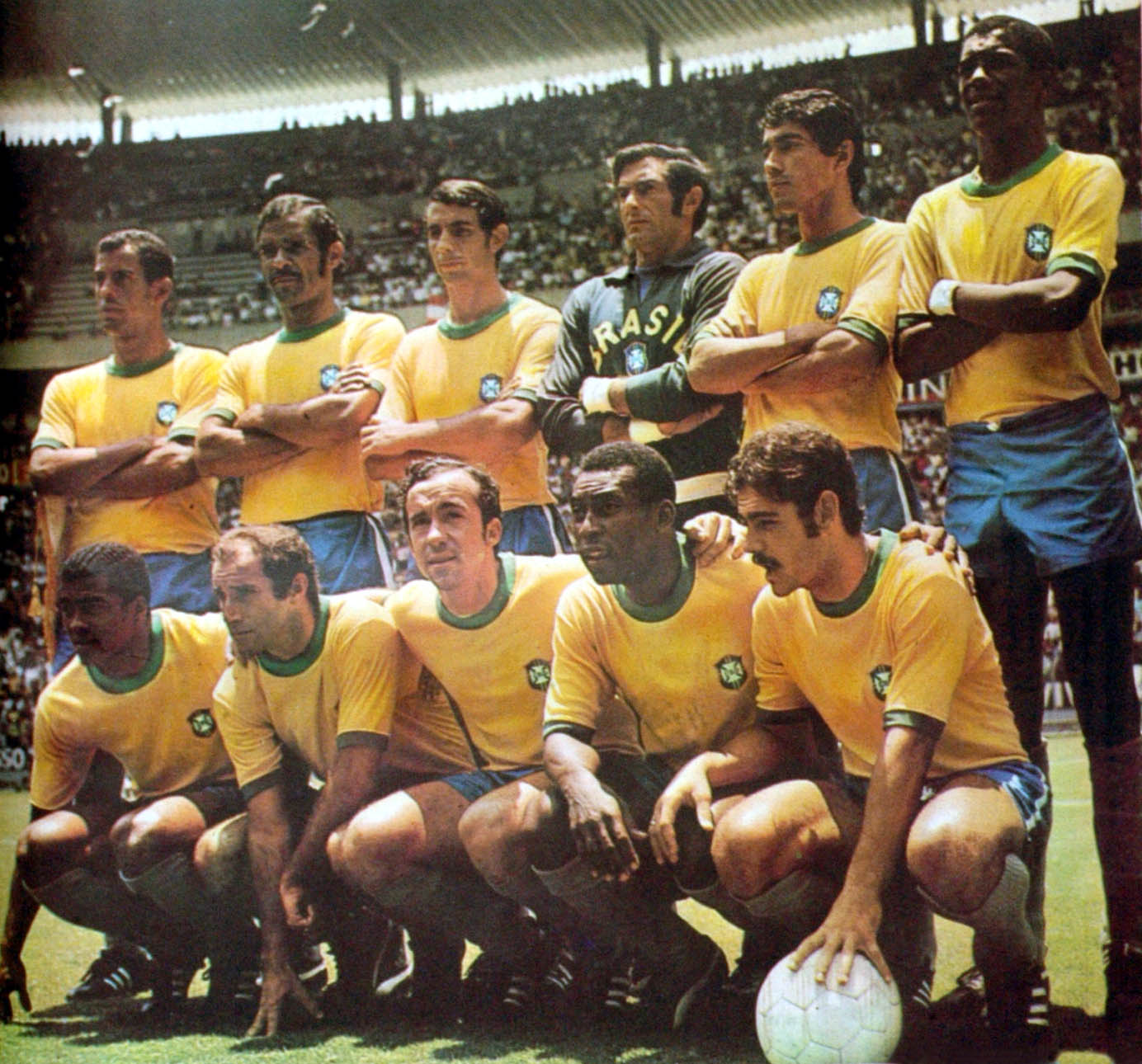
La nazionale brasiliana che si aggiudicò il, considerata da alcuni osservatori la più forte nazionale di tutti i tempi

Dopo il campionato del mondo svoltosi in Inghilterra nel 1966, dove i verdeoro furono eliminati al primo turno, il Brasile vinse la Coppa del mondo in Messico, nel 1970, battendo in finale l'Italia per 4-1. Quella selezione brasiliana trionfatrice allo stadio Azteca è reputata da molti osservatori la migliore squadra nazionale di tutti i tempi, potendo contare su campioni quali Pelé, alla sua ultima finale mondiale, Carlos Alberto, Jairzinho, Tostão, Gérson e Rivelino. Con questo successo la Seleção si aggiudicò la Coppa Rimet per la terza volta e poté quindi detenerla a titolo definitivo secondo quanto previsto dal regolamento FIFA allora vigente. Il trofeo fu poi rubato e non più ritrovato.

### Anni di digiuno (1974-1993)
Al campionato mondiale del 1974 il Brasile terminò al quarto posto, perdendo la finale di consolazione contro la Polonia per 1-0, mentre nel 1978, pur avendo chiuso il mondiale senza sconfitte, non ebbe accesso alla finale, appannaggio dell'Argentina padrona di casa per una migliore differenza reti, avendo gli argentini ottenuto una controversa vittoria per 6-0 nell'ultima partita del girone, successo che consentì all'Albiceleste di colmare un gap di 5 reti con i brasiliani. 
Al campionato mondiale del 1982, pur esprimendo un gioco pregevole con talenti come Zico, Falcão, Éder e Sócrates, che formavano una delle squadre più forti della storia, la compagine allenata da Telê Santana dovette soccombere nel complicato girone di seconda fase con Argentina e Italia, dopo aver battuto per 3-1 gli argentini ed essere stata sconfitta per 2-3 dagli italiani, quando un pareggio contro la squadra di Enzo Bearzot sarebbe stato sufficiente per consentire alla Seleção di approdare alle semifinali a scapito degli azzurri. La gestione di Telê Santana si chiuse con l'eliminazione ai quarti di finale del campionato del mondo 1986 contro la Francia ai tiri di rigore.
Passato sotto la guida di Sebastião Lazaroni, il Brasile uscì agli ottavi di finale del campionato del mondo 1990 contro l'Argentina, poi fu Paulo Roberto Falcão ad assumere le redini della squadra, traghettata al secondo posto nella Coppa America 1991 giocata in Cile. Fu quindi la volta del commissario tecnico Carlos Alberto Parreira, che condusse i suoi ai quarti di finale della Coppa America 1993 (eliminazione ancora contro l'Argentina, stavolta ai rigori).

### Ritorno ai vertici (1994-2006)
Parreira rimase in sella per il campionato del mondo 1994, dove i brasiliani misero in bacheca il quarto titolo mondiale: il successo, maturato ai rigori nella torrida finale di Pasadena, permise ai brasiliani, capitanati da Dunga e trascinati dalle stelle Romário e Bebeto, di trionfare a ventiquattro anni dall'ultimo alloro mondiale, ancora contro l'Italia. Nella rosa campione del mondo figurava anche un giovane fuoriclasse, il diciassettenne Ronaldo, destinato ad affermarsi negli anni a venire.
Parreira lasciò la panchina del Brasile dopo il successo e fu rimpiazzato da una vecchia gloria della Seleção, Mário Zagallo, che perse ai rigori la finale della Coppa America 1995 contro i padroni di casa dell'Uruguay e colse due successi, nella Confederations Cup 1997 e nella Coppa America 1997. Grande favorito per la vittoria del campionato del mondo 1998, il Brasile di Zagallo, qualificatosi di diritto alla manifestazione in qualità di squadra campione del mondo, giunse in finale, ma fu nettamente sconfitto (3-0) dalla Francia padrona di casa, che si aggiudicò il titolo mondiale per la prima volta. Le polemiche per la disfatta furono alimentate dal discusso utilizzo in finale di Ronaldo nonostante un serio problema di salute (convulsioni o, secondo voci che circolarono, una crisi di nervi).

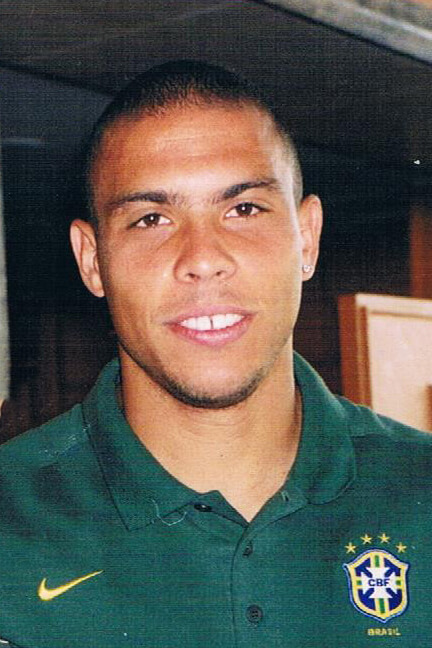
Ronaldo, trascinatore del Brasile nel vittorioso

A Zagallo subentrò Vanderlei Luxemburgo, che ottenne la vittoria nella Coppa America 1999, battendo per 3-0 l'Uruguay in finale. La successiva gestione di Émerson Leão, che richiamò Romário e tentò di costruire attorno a lui una squadra di giovani di talento, fu caratterizzata dalla clamorosa eliminazione ai quarti di finale della Coppa America 2001 contro l'Honduras e dal quarto posto nella Confederations Cup 2001, dove la nazionale brasiliana si presentò con una rosa priva delle stelle che giocavano nei campionati europei. Esonerato Leão, fu Luiz Felipe Scolari ad assumere il ruolo di CT del Brasile. Sotto la sua guida il Brasile si qualificò al campionato del mondo 2002 con qualche affanno e poi trionfò nella competizione battendo in finale, la terza disputata consecutivamente dai verdeoro, la Germania per 2-0, grazie al contributo decisivo di Ronaldo (autore della decisiva doppietta nella finale di Tokyo), Rivaldo e del giovane astro Ronaldinho, con la spinta sulle fasce di Cafu e di Roberto Carlos. Tra le riserve di quella compagine vi era anche il ventenne Kaká, poi affermatosi a grandi livelli nel Milan di Carlo Ancelotti. Il capitano Cafu disputò in quell'occasione la terza finale mondiale consecutiva, stabilendo un primato.
Ancora guidati da Parreira, richiamato in panchina nel gennaio 2003, i brasiliani delusero nella Confederations Cup 2003, in Francia, uscendo già al primo turno. Si aggiudicarono in seguito la Coppa America 2004 e la Confederations Cup 2005, in entrambi i casi contro l'Argentina, rispettivamente per 4-2 ai rigori dopo un 2-2 ai supplementari e per 4-1. Al campionato del mondo 2006, però, i verdeoro furono fermati ai quarti di finale dalla Francia, poi finalista perdente del torneo.

### Successi continentali e amarezze mondiali (dal 2006)
La mancata vittoria in Germania causò cambio in panchina, con l'ex capitano Dunga che rimpiazzò Parreira. Il nuovo tecnico portò in nazionale non solo le stelle acclamate delle grandi squadre europee, ma anche calciatori che militavano nei campionati russo e ucraino. Vinta la Coppa America 2007 grazie al successo in finale contro l'Argentina per 3-0, con Robinho nominato miglior giocatore del torneo, oltre che capocannoniere, i brasiliani si aggiudicarono anche la Confederations Cup 2009, sospinti dai gol di Luís Fabiano. La gestione di Dunga si chiuse al termine del campionato del mondo 2010, dove i brasiliani furono eliminati ai quarti di finale dai Paesi Bassi, poi finalisti perdenti del torneo.

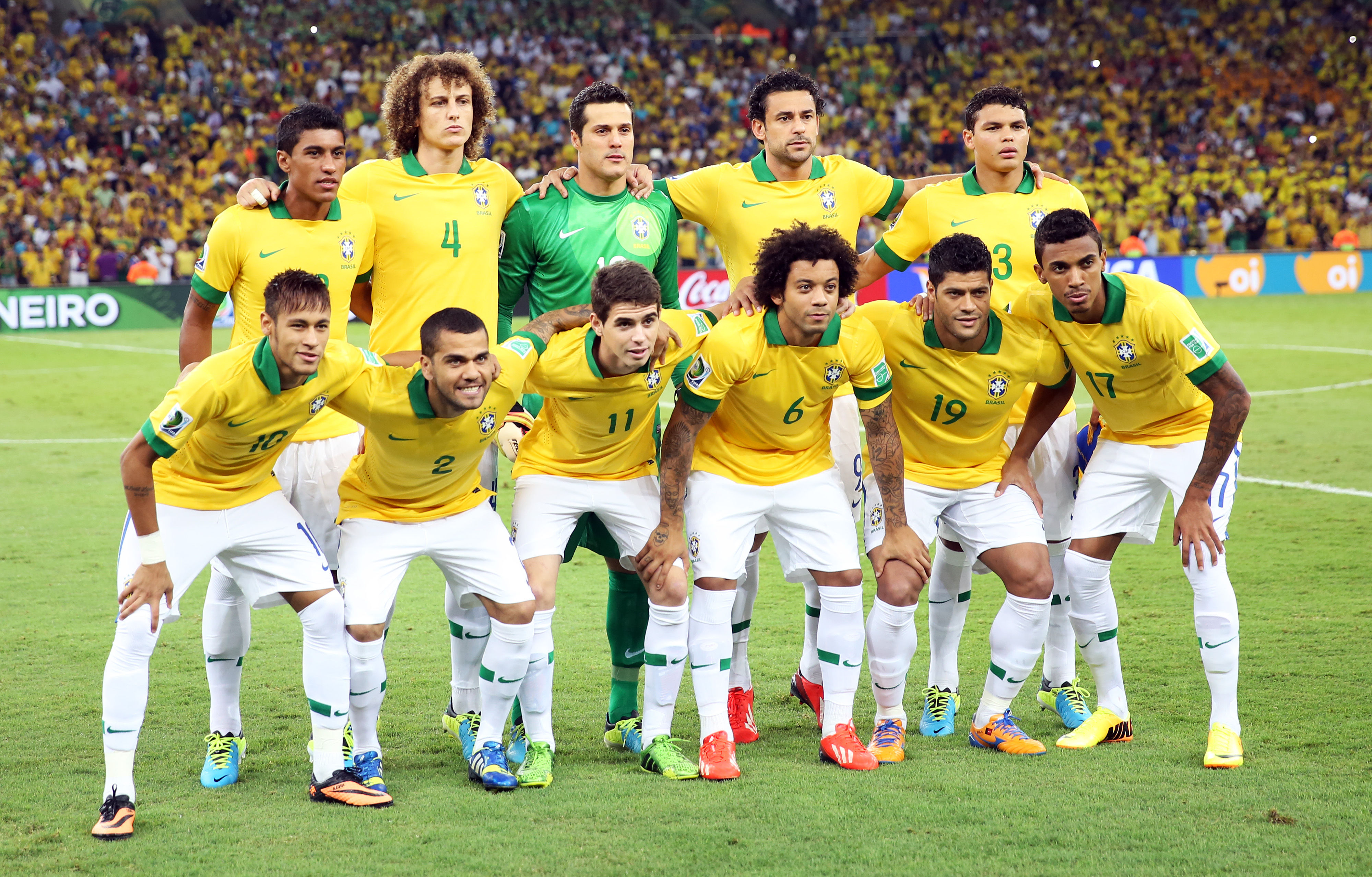
La formazione della Seleção vincitrice della FIFA Confederations Cup 2013

Il successore, Mano Menezes, rinunciò progressivamente alle colonne portanti del recente passato per favorire l'inserimento di nuovi volti come Coutinho e Neymar. La disfatta nella Coppa America 2011, dove i brasiliani uscirono ai quarti di fine ai tiri di rigore, fallendo clamorosamente tutti e quattro i tentativi di realizzazione effettuati dal dischetto contro il Paraguay, fece da preludio alla vittoria della nazionale olimpica, che si aggiudicò la medaglia d'oro ai Giochi olimpici di Londra 2012, ma ciò non bastò a scongiurare l'esonero dell'allenatore, silurato dalla federazione brasiliana nel novembre 2012 dopo due anni giudicati "insufficienti".
Dopo l'allontanamento di Menezes, in panchina tornarono due grandi nomi del passato: Scolari fu affiancato da Parreira in veste di secondo. Messa in bacheca la Confederations Cup 2013, grazie alla vittoria in finale del Maracanã contro la Spagna campione d'Europa e del mondo per 3-0 nella finale, la Seleção si apprestò a giocare il campionato del mondo 2014 da padrona di casa e grande favorita, ma l'epilogo fu tra i più amari nella storia della selezione verdeoro. Allo stadio Mineirão di Belo Horizonte, nelle semifinali del torneo, la partita contro la Germania assunse subito una piega del tutto inattesa e impronosticabile: alla mezz'ora del primo tempo, infatti, i tedeschi erano già in vantaggio per 5-0 e nella ripresa incrementarono il vantaggio fino a portarsi sul 7-0; a nulla servì il gol del definitivo 1-7. Per la prima volta nella storia i brasiliani subirono sette reti in una sola partita e l'indignazione per l'umiliazione subita fu tanta che alcuni giornali l'indomani titolarono Mineirazo, in analogia con il Maracanazo del campionato del mondo 1950. I brasiliani chiusero il torneo al quarto posto, sconfitti anche nella finale di consolazione dai Paesi Bassi, al che Scolari rassegnò le proprie dimissioni.

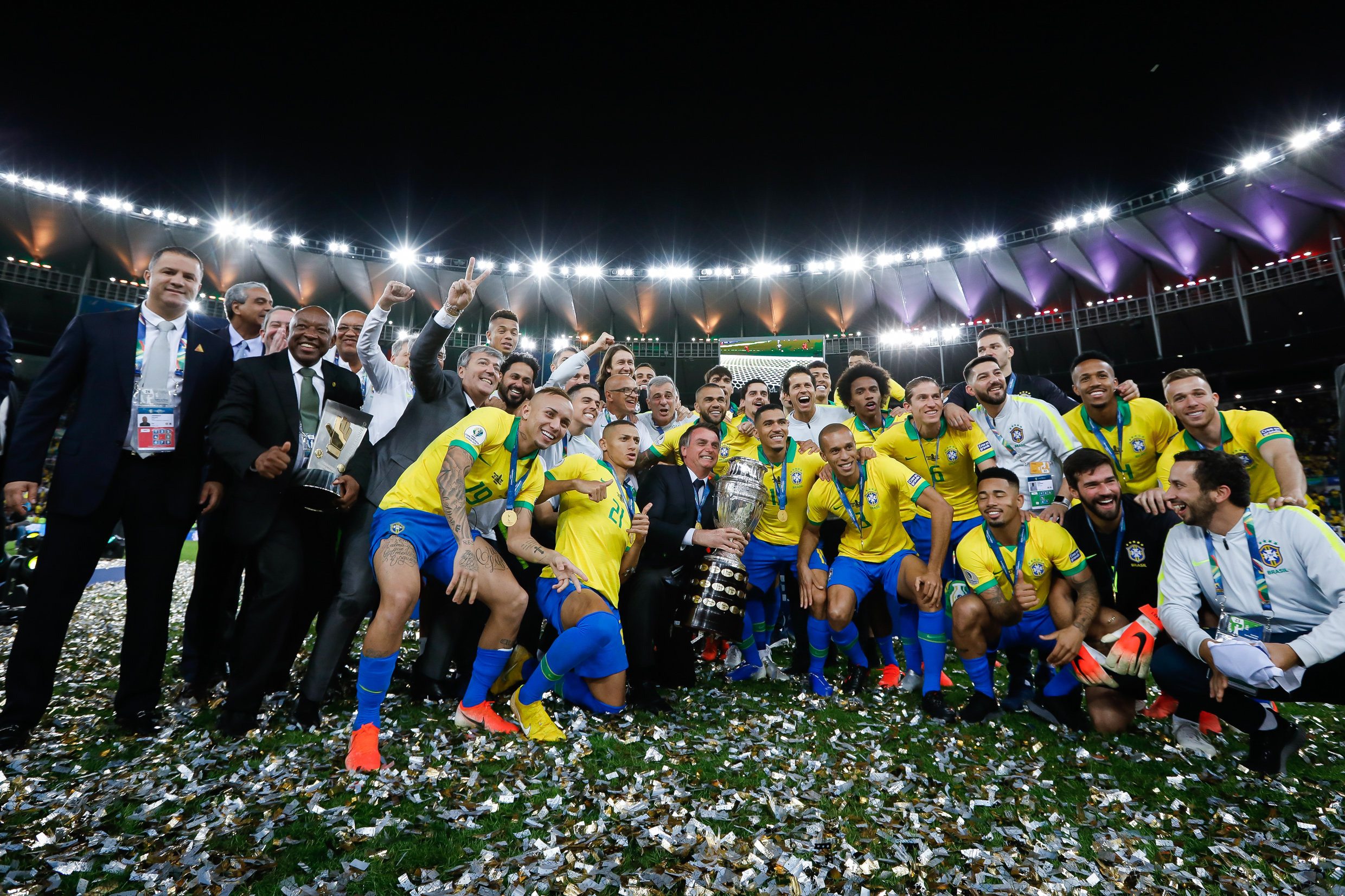
I verdeoro posano dopo la vittoria della Copa América 2019

Nel luglio 2014 tornò sulla panchina della nazionale il CT Dunga, che ottenne ben undici vittorie consecutive, ma nella Coppa America 2015 uscì ai quarti di finale ai tiri di rigore e nella Coppa America 2016, con una rosa priva dell'infortunato Kakà e con alcune esclusioni eccellenti tra i convocati, addirittura al primo turno, evento che nel torneo non si verificava dal 1987. Anche a causa dell'avvio considerato insoddisfacente nelle qualificazioni al mondiale 2018, Dunga fu sollevato dall'incarico.
A Dunga successe, nel giugno 2016, Tite, che colse otto vittorie consecutive nelle qualificazioni a Russia 2018, guadagnando l'approdo alla fase finale del torneo, da cui il Brasile venne poi eliminato ai quarti di finale. Nella Coppa America 2019 il Brasile, padrone di casa e ancora privo, a causa di un infortunio, della stella Neymar, tornò al successo, battendo per 3-1 in finale al Maracanã la sorpresa Perù, già affrontata e battuta nel girone. I brasiliani raggiunsero anche la finale della Coppa America 2021, nuovamente disputata in casa (al Maracanã) e tenutasi con un anno di ritardo a causa della pandemia di COVID-19: qui i verdeoro furono sconfitti di misura (1-0) dall'Argentina. Anche al campionato del mondo 2022 i brasiliani furono eliminati ai quarti di finale, sconfitti ai rigori dalla Croazia per 4-2.
Conclusasi la gestione di Tite, due allenatori ad interim si alternarono nel corso dell'anno successivo: prima Ramon Menezes, già allenatore della nazionale under-20, e poi Fernando Diniz, tecnico del Fluminense. Nel gennaio 2024 fu Dorival Júnior a prendere le redini del Brasile, che fu eliminato ai quarti di finale della Coppa America 2024. Non riuscendo ad ottenere risultati soddisfacenti durante le gare di qualificazioni al mondiale 2026, la sconfitta 4 a 1 contro l'Argentina, nella gara di ritorno, ha sancito l'esonero dalla panchina anche di Dorival Junior.
Carlo Ancelotti viene scelto come commissario tecnico a maggio 2025. Diventando il così primo allenatore europeo alla guida della nazionale verde-oro.

## Colori
| fino al Maracanazo (pre-1950) | dopo il Maracanazo (post-1950) |

In origine la divisa del Brasile era bianca con il colletto blu, ma in seguito all'incredibile sconfitta ai mondiali del 1950 contro l'Uruguay nella partita decisiva per l'assegnazione del titolo i colori furono considerati poco patriottici e quindi, con il permesso della confederazione sportiva brasiliana, il quotidiano Correio da Manhã indisse una competizione per scegliere una nuova uniforme che contenesse i quattro colori della bandiera nazionale. Alla fine vinse l'uniforme giallo-verde con pantaloncini azzurri progettata da Aldyr Garcia Schlee, un diciannovenne proveniente da Pelotas. I nuovi colori vennero usati per la prima volta nel marzo 1954 in un match contro il Cile e da allora sono stati variati leggermente solo nelle tonalità del giallo o dell'azzurro, più o meno scuri a seconda degli sponsor tecnici che si sono avvicendati, così come la presenza o meno di rifiniture verdi sulle maglie o bianche sui pantaloncini, ma senza più intaccare la fisionomia del template. I calzettoni sono stati prevalentemente bianchi mentre i numeri sulle maglie sono stati sempre verdi.
La seconda divisa è di colore azzurro più o meno acceso con pantaloncini bianchi. Dal 1998 lo sponsor tecnico è Nike.
Nel marzo 2011 fu presentata la nuova terza maglia completamente nera, che suscitò polemiche nel paese. Come compromesso per la scelta azzardata, la nuova divisa fu impiegata solo in gare di esibizione e amichevoli.

### Cronologia delle divise
| 1914 | 1914                                                                                | 1914 | 1914 |
| --- | ----------------------------------------------------------------------------------- | ---- | ---- |
| Casa | Trasferta                                                                           |      |      |
| Manica sinistra · Manica sinistra · Maglietta · Maglietta · Manica destra · Manica destra · Pantaloncini · Calzettoni | Manica sinistra · Maglietta · Maglietta · Manica destra · Pantaloncini · Calzettoni |      |      |
| Nessun fornitore |                                                                                     |      |      |

| 1916 | 1916                                                                                | 1916 | 1916 |
| --- | ----------------------------------------------------------------------------------- | ---- | ---- |
| Casa | Trasferta                                                                           |      |      |
| Manica sinistra · Manica sinistra · Maglietta · Maglietta · Manica destra · Manica destra · Pantaloncini · Calzettoni | Manica sinistra · Maglietta · Maglietta · Manica destra · Pantaloncini · Calzettoni |      |      |
| Nessun fornitore |                                                                                     |      |      |

| 1918 | 1918                                                                                | 1918 | 1918 |
| --- | ----------------------------------------------------------------------------------- | ---- | ---- |
| Casa | Trasferta                                                                           |      |      |
| Manica sinistra · Manica sinistra · Maglietta · Maglietta · Manica destra · Manica destra · Pantaloncini · Calzettoni | Manica sinistra · Maglietta · Maglietta · Manica destra · Pantaloncini · Calzettoni |      |      |
| Nessun fornitore |                                                                                     |      |      |

| 1919 | 1919                                                                                | 1919 | 1919 |
| --- | ----------------------------------------------------------------------------------- | ---- | ---- |
| Casa | Trasferta                                                                           |      |      |
| Manica sinistra · Manica sinistra · Maglietta · Maglietta · Manica destra · Manica destra · Pantaloncini · Calzettoni | Manica sinistra · Maglietta · Maglietta · Manica destra · Pantaloncini · Calzettoni |      |      |
| Nessun fornitore |                                                                                     |      |      |

| Mondiali 1930 | Mondiali 1930                                                                       | Mondiali 1930 | Mondiali 1930 |
| --- | ----------------------------------------------------------------------------------- | ------------- | ------------- |
| Casa | Trasferta                                                                           |               |               |
| Manica sinistra · Manica sinistra · Maglietta · Maglietta · Manica destra · Manica destra · Pantaloncini · Calzettoni · Calzettoni | Manica sinistra · Maglietta · Maglietta · Manica destra · Pantaloncini · Calzettoni |               |               |
| Nessun fornitore |                                                                                     |               |               |

| Mondiali 1934 | Mondiali 1934                                                                       | Mondiali 1934 | Mondiali 1934 |
| --- | ----------------------------------------------------------------------------------- | ------------- | ------------- |
| Casa | Trasferta                                                                           |               |               |
| Manica sinistra · Manica sinistra · Maglietta · Maglietta · Manica destra · Manica destra · Pantaloncini · Calzettoni · Calzettoni | Manica sinistra · Maglietta · Maglietta · Manica destra · Pantaloncini · Calzettoni |               |               |
| Nessun fornitore |                                                                                     |               |               |

| Mondiali 1938 | Mondiali 1938                                                                                    | Mondiali 1938 | Mondiali 1938 |
| --- | ------------------------------------------------------------------------------------------------ | ------------- | ------------- |
| Casa | Trasferta                                                                                        |               |               |
| Manica sinistra · Manica sinistra · Maglietta · Maglietta · Manica destra · Manica destra · Pantaloncini · Calzettoni · Calzettoni | Manica sinistra · Maglietta · Maglietta · Manica destra · Pantaloncini · Calzettoni · Calzettoni |               |               |
| Nessun fornitore |                                                                                                  |               |               |

| Mondiali 1950 | Mondiali 1950 | Mondiali 1950 | Mondiali 1950 |
| --- | --- | ------------- | ------------- |
| Casa | Trasferta |               |               |
| Manica sinistra · Manica sinistra · Maglietta · Maglietta · Manica destra · Manica destra · Pantaloncini · Pantaloncini · Calzettoni · Calzettoni | Manica sinistra · Manica sinistra · Maglietta · Maglietta · Manica destra · Manica destra · Pantaloncini · Pantaloncini · Calzettoni · Calzettoni |               |               |
| Nessun fornitore | |               |               |

| Casa | Trasferta                                                                           |
| Manica sinistra · Manica sinistra · Maglietta · Maglietta · Manica destra · Manica destra · Pantaloncini · Pantaloncini · Calzettoni · Calzettoni | Manica sinistra · Maglietta · Maglietta · Manica destra · Pantaloncini · Calzettoni |
| Ceppo |                                                                                     |

| Casa | Trasferta |
| Manica sinistra · Manica sinistra · Maglietta · Maglietta · Manica destra · Manica destra · Pantaloncini · Pantaloncini · Calzettoni · Calzettoni | Manica sinistra · Maglietta · Maglietta · Manica destra · Pantaloncini · Pantaloncini · Calzettoni · Calzettoni |
| Athleta | |

| Mondiali 1970 | Mondiali 1970                                                                       | Mondiali 1970 | Mondiali 1970 |
| --- | ----------------------------------------------------------------------------------- | ------------- | ------------- |
| Casa | Trasferta                                                                           |               |               |
| Manica sinistra · Manica sinistra · Maglietta · Maglietta · Manica destra · Manica destra · Pantaloncini · Pantaloncini · Calzettoni · Calzettoni | Manica sinistra · Maglietta · Maglietta · Manica destra · Pantaloncini · Calzettoni |               |               |
| Athleta |                                                                                     |               |               |

| Mondiali 1974 | Mondiali 1974 | Mondiali 1974 | Mondiali 1974 |
| --- | --- | ------------- | ------------- |
| Casa | Trasferta |               |               |
| Manica sinistra · Manica sinistra · Maglietta · Maglietta · Manica destra · Manica destra · Pantaloncini · Pantaloncini · Calzettoni · Calzettoni | Manica sinistra · Manica sinistra · Maglietta · Maglietta · Manica destra · Manica destra · Pantaloncini · Pantaloncini · Calzettoni · Calzettoni |               |               |
| Athleta | |               |               |

| Mondiali 1978 | Mondiali 1978 | Mondiali 1978 | Mondiali 1978 |
| --- | --- | ------------- | ------------- |
| Casa | Trasferta |               |               |
| Manica sinistra · Manica sinistra · Maglietta · Maglietta · Manica destra · Manica destra · Pantaloncini · Pantaloncini · Calzettoni · Calzettoni | Manica sinistra · Manica sinistra · Maglietta · Maglietta · Manica destra · Manica destra · Pantaloncini · Pantaloncini · Calzettoni · Calzettoni |               |               |
| Adidas | |               |               |

| Mondiali 1982 | Mondiali 1982 | Mondiali 1982 | Mondiali 1982 |
| --- | --- | ------------- | ------------- |
| Casa | Trasferta |               |               |
| Manica sinistra · Manica sinistra · Maglietta · Maglietta · Manica destra · Manica destra · Pantaloncini · Pantaloncini · Calzettoni · Calzettoni | Manica sinistra · Manica sinistra · Maglietta · Maglietta · Manica destra · Manica destra · Pantaloncini · Pantaloncini · Calzettoni |               |               |
| Topper | |               |               |

| Mondiali 1986 | Mondiali 1986 | Mondiali 1986 | Mondiali 1986 |
| --- | --- | ------------- | ------------- |
| Casa | Trasferta |               |               |
| Manica sinistra · Manica sinistra · Maglietta · Maglietta · Manica destra · Manica destra · Pantaloncini · Pantaloncini · Calzettoni · Calzettoni | Manica sinistra · Manica sinistra · Maglietta · Maglietta · Manica destra · Manica destra · Pantaloncini · Pantaloncini · Calzettoni · Calzettoni |               |               |
| Topper | |               |               |

| Mondiali 1990 | Mondiali 1990 | Mondiali 1990 | Mondiali 1990 |
| --- | --- | ------------- | ------------- |
| Casa | Trasferta |               |               |
| Manica sinistra · Manica sinistra · Maglietta · Maglietta · Manica destra · Manica destra · Pantaloncini · Pantaloncini · Calzettoni · Calzettoni | Manica sinistra · Manica sinistra · Maglietta · Maglietta · Manica destra · Manica destra · Pantaloncini · Pantaloncini · Calzettoni · Calzettoni |               |               |
| Topper | |               |               |

| Mondiali 1994 | Mondiali 1994 | Mondiali 1994 | Mondiali 1994 |
| --- | --- | ------------- | ------------- |
| Casa | Trasferta |               |               |
| Manica sinistra · Manica sinistra · Maglietta · Maglietta · Manica destra · Manica destra · Pantaloncini · Calzettoni · Calzettoni | Manica sinistra · Manica sinistra · Maglietta · Maglietta · Manica destra · Manica destra · Pantaloncini · Pantaloncini · Calzettoni · Calzettoni |               |               |
| Umbro | |               |               |

| Mondiali 1998 | Mondiali 1998 | Mondiali 1998 | Mondiali 1998 |
| --- | --- | ------------- | ------------- |
| Casa | Trasferta |               |               |
| Manica sinistra · Manica sinistra · Maglietta · Maglietta · Manica destra · Manica destra · Pantaloncini · Pantaloncini · Calzettoni · Calzettoni | Manica sinistra · Manica sinistra · Maglietta · Maglietta · Manica destra · Manica destra · Pantaloncini · Pantaloncini · Calzettoni · Calzettoni |               |               |
| Nike | |               |               |

| Mondiali 2002 | Mondiali 2002                                                                                                   | Mondiali 2002 | Mondiali 2002 |
| --- | --- | ------------- | ------------- |
| Casa | Trasferta |               |               |
| Manica sinistra · Manica sinistra · Maglietta · Maglietta · Manica destra · Manica destra · Pantaloncini · Pantaloncini · Calzettoni · Calzettoni | Manica sinistra · Maglietta · Maglietta · Manica destra · Pantaloncini · Pantaloncini · Calzettoni · Calzettoni |               |               |
| Nike | |               |               |

| Mondiali 2006 | Mondiali 2006 | Mondiali 2006 | Mondiali 2006 |
| --- | --- | ------------- | ------------- |
| Casa | Trasferta |               |               |
| Manica sinistra · Manica sinistra · Maglietta · Maglietta · Manica destra · Manica destra · Pantaloncini · Pantaloncini · Calzettoni | Manica sinistra · Manica sinistra · Maglietta · Maglietta · Manica destra · Manica destra · Pantaloncini · Pantaloncini · Calzettoni · Calzettoni |               |               |
| Nike | |               |               |

| Confederations Cup 2009 | Confederations Cup 2009 | Confederations Cup 2009 | Confederations Cup 2009 |
| --- | --- | ----------------------- | ----------------------- |
| Casa | Trasferta |                         |                         |
| Manica sinistra · Manica sinistra · Maglietta · Maglietta · Manica destra · Manica destra · Pantaloncini · Pantaloncini · Calzettoni · Calzettoni | Manica sinistra · Manica sinistra · Maglietta · Maglietta · Manica destra · Manica destra · Pantaloncini · Pantaloncini · Calzettoni · Calzettoni |                         |                         |
| Nike | |                         |                         |

| Mondiali 2010 | Mondiali 2010 | Mondiali 2010 | Mondiali 2010 |
| --- | --- | ------------- | ------------- |
| Casa | Trasferta |               |               |
| Manica sinistra · Manica sinistra · Maglietta · Maglietta · Manica destra · Manica destra · Pantaloncini · Pantaloncini · Calzettoni · Calzettoni | Manica sinistra · Manica sinistra · Maglietta · Maglietta · Manica destra · Manica destra · Pantaloncini · Pantaloncini · Calzettoni · Calzettoni |               |               |
| Nike | |               |               |

| Confederations Cup 2013 | Confederations Cup 2013 | Confederations Cup 2013 | Confederations Cup 2013 |
| --- | --- | ----------------------- | ----------------------- |
| Casa | Trasferta |                         |                         |
| Manica sinistra · Manica sinistra · Maglietta · Maglietta · Manica destra · Manica destra · Pantaloncini · Pantaloncini · Calzettoni · Calzettoni | Manica sinistra · Manica sinistra · Maglietta · Maglietta · Manica destra · Manica destra · Pantaloncini · Pantaloncini · Calzettoni · Calzettoni |                         |                         |
| Nike | |                         |                         |

| Mondiali 2014 | Mondiali 2014 | Mondiali 2014 | Mondiali 2014 |
| --- | --- | ------------- | ------------- |
| Casa | Trasferta |               |               |
| Manica sinistra · Manica sinistra · Maglietta · Maglietta · Manica destra · Manica destra · Pantaloncini · Pantaloncini · Calzettoni · Calzettoni | Manica sinistra · Manica sinistra · Maglietta · Maglietta · Manica destra · Manica destra · Pantaloncini · Pantaloncini · Calzettoni · Calzettoni |               |               |
| Nike | |               |               |

| 2016-2018 | 2016-2018 | 2016-2018 | 2016-2018 |
| --- | --- | --------- | --------- |
| Casa | Trasferta |           |           |
| Manica sinistra · Manica sinistra · Maglietta · Maglietta · Manica destra · Manica destra · Pantaloncini · Pantaloncini · Calzettoni · Calzettoni | Manica sinistra · Manica sinistra · Maglietta · Maglietta · Manica destra · Manica destra · Pantaloncini · Pantaloncini · Calzettoni · Calzettoni |           |           |
| Nike | |           |           |

| 2018-2019 | 2018-2019 | 2018-2019 | 2018-2019 |
| --- | --- | --------- | --------- |
| Casa | Trasferta |           |           |
| Manica sinistra · Manica sinistra · Maglietta · Maglietta · Manica destra · Manica destra · Pantaloncini · Pantaloncini · Calzettoni · Calzettoni | Manica sinistra · Manica sinistra · Maglietta · Maglietta · Manica destra · Manica destra · Pantaloncini · Pantaloncini · Calzettoni · Calzettoni |           |           |
| Nike | |           |           |

| 2019-2020 | 2019-2020 | 2019-2020 | 2019-2020 |
| --- | --- | --------- | --------- |
| Casa | Trasferta |           |           |
| Manica sinistra · Manica sinistra · Maglietta · Maglietta · Manica destra · Manica destra · Pantaloncini · Pantaloncini · Calzettoni · Calzettoni | Manica sinistra · Manica sinistra · Maglietta · Maglietta · Manica destra · Manica destra · Pantaloncini · Pantaloncini · Calzettoni · Calzettoni |           |           |
| Nike | |           |           |

| 2020-2022 | 2020-2022 | 2020-2022 | 2020-2022 |
| --- | --- | --------- | --------- |
| Casa | Trasferta |           |           |
| Manica sinistra · Manica sinistra · Maglietta · Maglietta · Manica destra · Manica destra · Pantaloncini · Pantaloncini · Calzettoni · Calzettoni | Manica sinistra · Manica sinistra · Maglietta · Maglietta · Manica destra · Manica destra · Pantaloncini · Pantaloncini · Calzettoni · Calzettoni |           |           |
| Nike | |           |           |

| 2022-2024 | 2022-2024 | 2022-2024 | 2022-2024 |
| --- | --- | --------- | --------- |
| Casa | Trasferta |           |           |
| Manica sinistra · Manica sinistra · Maglietta · Maglietta · Manica destra · Manica destra · Pantaloncini · Pantaloncini · Calzettoni · Calzettoni | Manica sinistra · Manica sinistra · Maglietta · Maglietta · Manica destra · Manica destra · Pantaloncini · Pantaloncini · Calzettoni · Calzettoni |           |           |
| Nike | |           |           |

| 2024- | 2024- | 2024- | 2024- |
| --- | --- | ----- | ----- |
| Casa | Trasferta |       |       |
| Manica sinistra · Manica sinistra · Maglietta · Maglietta · Manica destra · Manica destra · Pantaloncini · Pantaloncini · Calzettoni · Calzettoni | Manica sinistra · Manica sinistra · Maglietta · Maglietta · Manica destra · Manica destra · Pantaloncini · Pantaloncini · Calzettoni · Calzettoni |       |       |
| Nike | |       |       |

## Sponsor
| Sponsor | Anni      |
| ------- | --------- |
| Athleta | 1954-1977 |
| Adidas  | 1977-1981 |
| Topper  | 1981-1991 |
| Umbro   | 1991-1996 |
| Nike    | 1997-     |

## Palmarès
- Campionato mondiale: 5  (record)

Svezia 1958, Cile 1962, Messico 1970, Stati Uniti 1994, Corea del Sud-Giappone 2002
- Confederations Cup: 4  (record)

Arabia Saudita 1997, Germania 2005, Sudafrica 2009, Brasile 2013
- Coppa America: 9

Brasile 1919, Brasile 1922, Brasile 1949, Brasile 1989, Bolivia 1997, Paraguay 1999, Perù 2004, Venezuela 2007, Brasile 2019
- Campionato Panamericano: 2  (record)

Cile 1952, Messico 1956

## Partecipazioni ai tornei internazionali
Legenda: Grassetto: Risultato migliore, Corsivo: Mancate partecipazioni

### CONCACAF Gold Cup
Pur non essendo affiliata alla CONCACAF, la nazionale verdeoro è stata invitata a tre edizioni della Gold Cup, piazzandosi due volte seconda ed una terza.

### Taça das Nações
La Seleção si è classificato secondo all'unica Taça das Nações, organizzata in casa dalla CBD nel 1964.

### Campionato Panamericano
I Verdeoro hanno partecipato a tutti e tre i Campionati Panamericani, ottenendo due vittorie ed un secondo posto.

### Giochi panamericani
La nazionale brasiliana ha partecipato ai Giochi panamericani in 10 occasioni. Tuttavia, data la natura dilettantistica della manifestazione, era impedita per regolamento la convocazione dei professionisti. Dunque fino al 2003 le selezioni erano costituite da giovani o calciatori di seconda fascia, mentre da tale data, vi è l'obbligo di schierare le Under-20. Pertanto dalla prima edizione del 1951 a quella del 1999 i carioca in sette partecipazioni hanno collezionato quattro medaglie d'oro, una d'argento ed una di bronzo.

## Statistiche

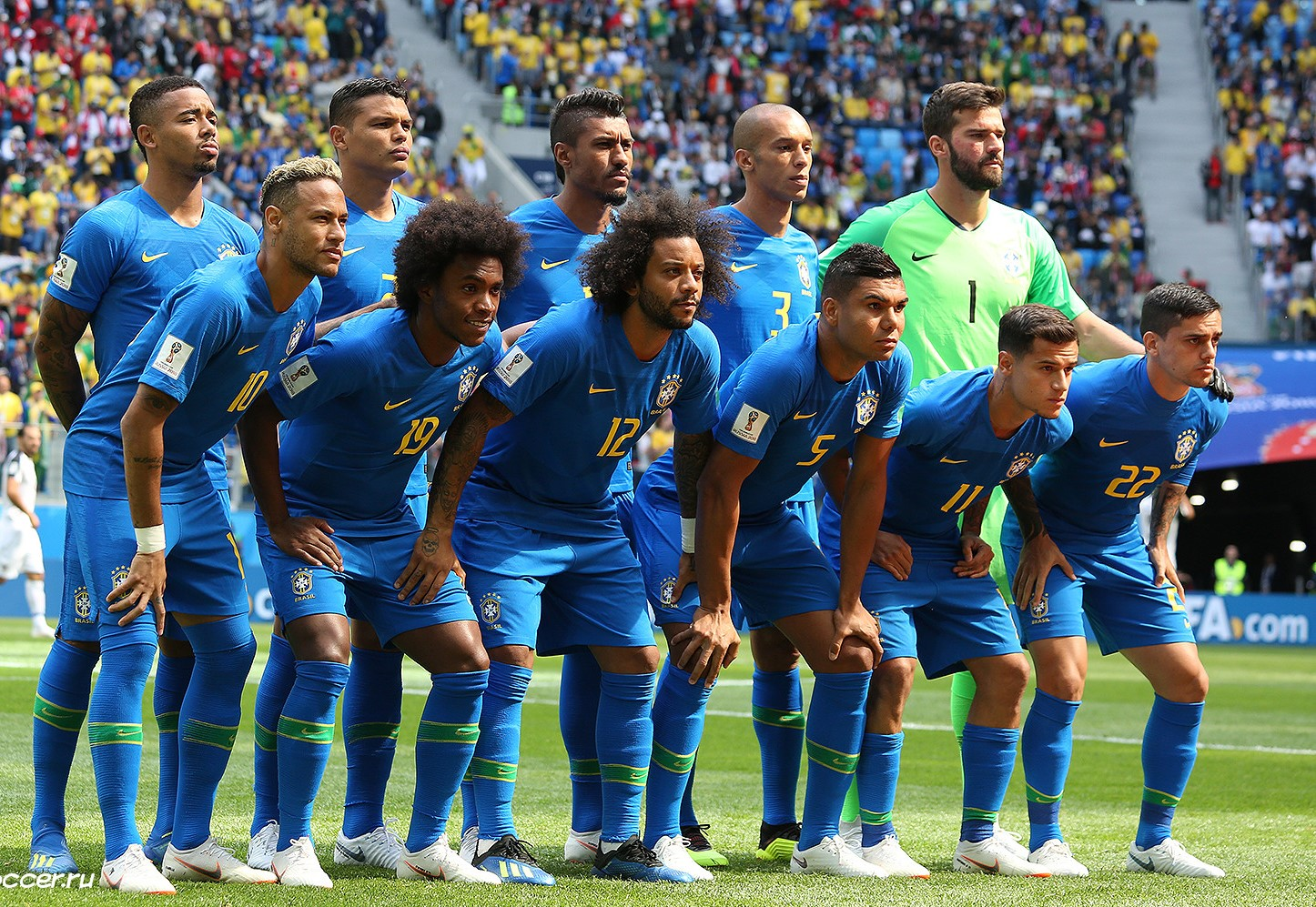
Una formazione della nazionale brasiliana al

- La nazionale brasiliana è l'unica, insieme alla Germania, ad avere disputato più di 100 partite nelle fasi finali del campionato mondiale. Dopo l'edizione 2022 il Brasile ha disputato 114 partite, contro le 112 partite della nazionale tedesca, ma la Germania ha due partecipazioni in meno rispetto alla nazionale brasiliana. Le due nazionali, inoltre, sono le uniche ad avere sempre ottenuto sul campo la qualificazione alla fase finale del campionato del mondo.

- La nazionale brasiliana è una delle quattro nazionali (insieme a Spagna, Germania e Argentina) che si sono aggiudicate un mondiale fuori dal proprio continente; tra le otto vincitrici del campionato del mondo, il Brasile è, con la Spagna, una delle due nazionali che non l'hanno vinto in casa, avendo infatti trionfato in Europa (Svezia 1958), in Sudamerica (Cile 1962), in Nordamerica (Messico 1970 e USA 1994) e in Asia (Giappone e Corea del Sud 2002) e ottenuto l'argento nell'edizione casalinga del 1950 e in quella del 1998 in Francia. Il Brasile ha trionfato anche in Sudamerica, ma fuori dai confini nazionali, al campionato del mondo di Cile 1962.

- La nazionale brasiliana ha ospitato la ventesima edizione del campionato mondiale di calcio nel 2014 (chiuso dai verdeoro al quarto posto), sessantaquattro anni dopo avere ospitato l'edizione del 1950. Il Brasile è stata la quinta nazione ad avere ospitato due edizioni del campionato del mondo di calcio, dopo il Messico, l'Italia, la Francia e la Germania.

- Nel periodo 1994-2019 la nazionale brasiliana ha vinto complessivamente undici trofei (due campionati del mondo, cinque Coppe America, quattro Confederations Cup) nelle tre maggiori competizioni per nazionali (mondiale, Coppa America, Confederations Cup) ed è stata finalista tre volte (nel 1995 in Coppa America, nel 1998 al mondiale e nel 1999 alla Confederations Cup).

- Il Brasile è la nazionale che ha occupato più a lungo la testa della classifica mondiale della FIFA, che ha comandato senza interruzioni dal luglio 1994 al luglio 2001 e successivamente dal giugno 2002 al febbraio 2007. A luglio dello stesso anno, dopo quattro mesi di assenza dal primo posto, il Brasile è riuscito a tornare in testa alla classifica, grazie alla vittoria nella Coppa America 2007, per poi mantenere il vertice fino all'ottobre 2009. Ha occupato nuovamente il primo posto da aprile a maggio 2010, quando è stato scalzato dalla Spagna, nuova squadra campione del mondo.

## Statistiche dettagliate sui tornei internazionali

### Mondiali

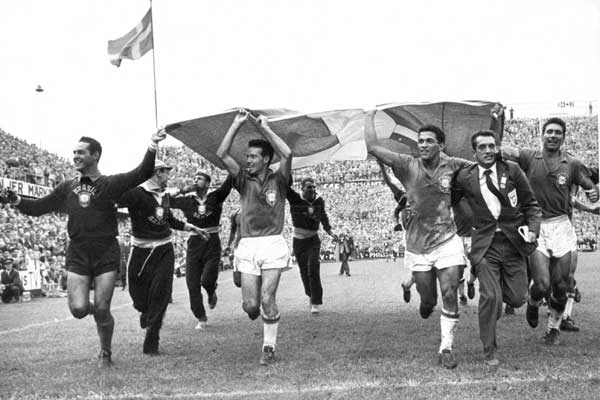
I giocatori della nazionale brasiliana celebrano la vittoria del

| Anno | Luogo                    | Piazzamento      | V | N | P | Gol   |
| ---- | ------------------------ | ---------------- | - | - | - | ----- |
| 1930 | Uruguay                  | Primo turno      | 1 | 0 | 1 | 5:2   |
| 1934 | Italia                   | Ottavi di finale | 0 | 0 | 1 | 1:3   |
| 1938 | Francia                  | Terzo posto      | 3 | 1 | 1 | 14:11 |
| 1950 | Brasile                  | Secondo posto    | 4 | 1 | 1 | 22:6  |
| 1954 | Svizzera                 | Quarti di finale | 1 | 1 | 1 | 8:5   |
| 1958 | Svezia                   | Campione         | 5 | 1 | 0 | 16:4  |
| 1962 | Cile                     | Campione         | 5 | 1 | 0 | 14:5  |
| 1966 | Inghilterra              | Primo turno      | 1 | 0 | 2 | 4:6   |
| 1970 | Messico                  | Campione         | 6 | 0 | 0 | 19:7  |
| 1974 | Germania Ovest           | Quarto posto     | 3 | 2 | 2 | 6:4   |
| 1978 | Argentina                | Terzo posto      | 4 | 3 | 0 | 10:3  |
| 1982 | Spagna                   | Secondo turno    | 4 | 0 | 1 | 15:6  |
| 1986 | Messico                  | Quarti di finale | 4 | 1 | 0 | 10:1  |
| 1990 | Italia                   | Ottavi di finale | 3 | 0 | 1 | 4:2   |
| 1994 | Stati Uniti              | Campione         | 5 | 2 | 0 | 11:3  |
| 1998 | Francia                  | Secondo posto    | 4 | 1 | 2 | 14:10 |
| 2002 | Corea del Sud / Giappone | Campione         | 7 | 0 | 0 | 18:4  |
| 2006 | Germania                 | Quarti di finale | 4 | 0 | 1 | 10:2  |
| 2010 | Sudafrica                | Quarti di finale | 3 | 1 | 1 | 9:4   |
| 2014 | Brasile                  | Quarto posto     | 3 | 2 | 2 | 11:14 |
| 2018 | Russia                   | Quarti di finale | 3 | 1 | 1 | 8:3   |
| 2022 | Qatar                    | Quarti di finale | 3 | 1 | 1 | 8:3   |

#### Statistiche
- Primo turno: 2 volte (1930, 1966)
- Secondo turno: 1 volta (1982)
- Ottavi di finale: 2 volte (1934, 1990)
- Quarti di finale: 6 volte (1954, 1986, 2006, 2010, 2018, 2022)
- Semifinale: 4 volte (1938, 1974, 1978, 2014)
  - Quarto posto: 2 volte (1974, 2014)
  - Terzo posto: 2 volte (1938, 1978)
- Finale: 7 volte (1950, 1958, 1962, 1970, 1994, 1998, 2002)
  - Secondo posto: 2 volte (1950, 1998)
  - Primo posto: 5 volte (1958, 1962, 1970, 1994, 2002)

### Copa América

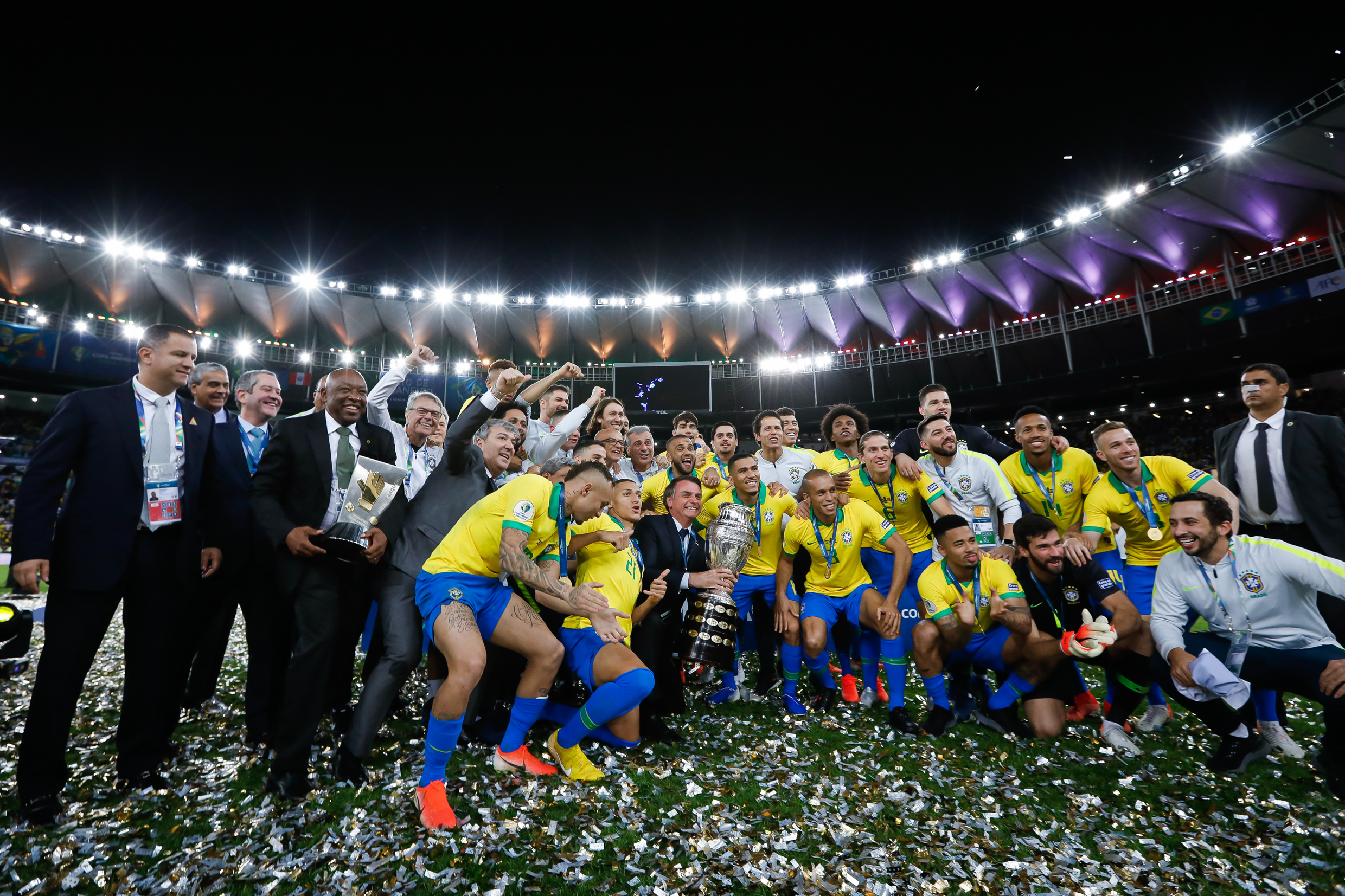
La Seleção festeggia il successo nella Copa América 2019, organizzata in Brasile

| Anno    | Luogo       | Piazzamento      | V | N | P | Gol   |
| ------- | ----------- | ---------------- | - | - | - | ----- |
| 1916    | Argentina   | Terzo posto      | 0 | 2 | 1 | 3:4   |
| 1917    | Uruguay     | Terzo posto      | 1 | 0 | 2 | 7:8   |
| 1919    | Brasile     | Campione         | 2 | 1 | 0 | 11:3  |
| 1920    | Cile        | Terzo posto      | 1 | 0 | 2 | 1:8   |
| 1921    | Argentina   | Secondo posto    | 1 | 0 | 2 | 4:3   |
| 1922    | Brasile     | Campione         | 2 | 3 | 0 | 7:2   |
| 1923    | Uruguay     | Quarto posto     | 0 | 0 | 3 | 2:5   |
| 1924    | Uruguay     | Rinuncia         | - | - | - | -     |
| 1925    | Argentina   | Secondo posto    | 2 | 1 | 1 | 11:9  |
| 1926    | Cile        | Rinuncia         | - | - | - | -     |
| 1927    | Perù        | Rinuncia         | - | - | - | -     |
| 1929    | Argentina   | Rinuncia         | - | - | - | -     |
| 1935    | Perù        | Rinuncia         | - | - | - | -     |
| 1937    | Argentina   | Secondo posto    | 4 | 0 | 2 | 17:11 |
| 1939    | Perù        | Rinuncia         | - | - | - | -     |
| 1941    | Cile        | Rinuncia         | - | - | - | -     |
| 1942    | Uruguay     | Terzo posto      | 2 | 3 | 1 | 15:7  |
| 1945    | Cile        | Secondo posto    | 5 | 0 | 1 | 19:5  |
| 1946    | Argentina   | Secondo posto    | 3 | 1 | 1 | 13:7  |
| 1947    | Ecuador     | Rinuncia         | - | - | - | -     |
| 1949    | Brasile     | Campione         | 7 | 0 | 1 | 46:7  |
| 1953    | Perù        | Secondo posto    | 4 | 0 | 3 | 17:9  |
| 1955    | Cile        | Rinuncia         | - | - | - | -     |
| 1956    | Uruguay     | Quarto posto     | 2 | 2 | 1 | 4:5   |
| 1957    | Perù        | Secondo posto    | 4 | 0 | 2 | 23:9  |
| 1959 I  | Argentina   | Secondo posto    | 4 | 2 | 0 | 17:7  |
| 1959 II | Ecuador     | Terzo posto      | 2 | 0 | 2 | 7:10  |
| 1963    | Bolivia     | Quarto posto     | 3 | 1 | 2 | 12:13 |
| 1967    | Uruguay     | Rinuncia         | - | - | - | -     |
| 1975    | Itinerante  | Terzo posto      | 5 | 0 | 1 | 16:4  |
| 1979    | Itinerante  | Terzo posto      | 2 | 2 | 2 | 10:9  |
| 1983    | Itinerante  | Secondo posto    | 2 | 4 | 2 | 8:5   |
| 1987    | Argentina   | Primo turno      | 1 | 0 | 1 | 5:4   |
| 1989    | Brasile     | Campione         | 5 | 2 | 0 | 11:1  |
| 1991    | Cile        | Secondo posto    | 4 | 1 | 2 | 12:8  |
| 1993    | Ecuador     | Quarti di finale | 1 | 2 | 1 | 6:4   |
| 1995    | Uruguay     | Secondo posto    | 4 | 2 | 0 | 10:3  |
| 1997    | Bolivia     | Campione         | 6 | 0 | 0 | 22:3  |
| 1999    | Paraguay    | Campione         | 6 | 0 | 0 | 17:2  |
| 2001    | Colombia    | Quarti di finale | 2 | 0 | 2 | 5:4   |
| 2004    | Perù        | Campione         | 3 | 2 | 1 | 13:6  |
| 2007    | Venezuela   | Campione         | 4 | 1 | 1 | 22:4  |
| 2011    | Argentina   | Quarti di finale | 1 | 3 | 0 | 4:3   |
| 2015    | Cile        | Quarti di finale | 2 | 1 | 1 | 5:4   |
| 2016    | Stati Uniti | Primo turno      | 1 | 1 | 1 | 7:2   |
| 2019    | Brasile     | Campione         | 4 | 2 | 0 | 13:1  |
| 2021    | Brasile     | Secondo posto    | 5 | 1 | 1 | 12:3  |
| 2024    | Stati Uniti | Quarti di finale | 1 | 3 | 0 | 5:2   |

### Olimpiadi
| Anno | Luogo     | Piazzamento      | V | N | P | Gol |
| ---- | --------- | ---------------- | - | - | - | --- |
| 1920 | Anversa   | Non partecipante | - | - | - | -   |
| 1924 | Parigi    | Non partecipante | - | - | - | -   |
| 1928 | Amsterdam | Non partecipante | - | - | - | -   |
| 1936 | Berlino   | Non partecipante | - | - | - | -   |
| 1948 | Londra    | Non partecipante | - | - | - | -   |

- Nota bene: per le informazioni sui risultati ai Giochi olimpici nelle edizioni successive al 1948 visionare la pagina della nazionale olimpica.

### Confederations Cup

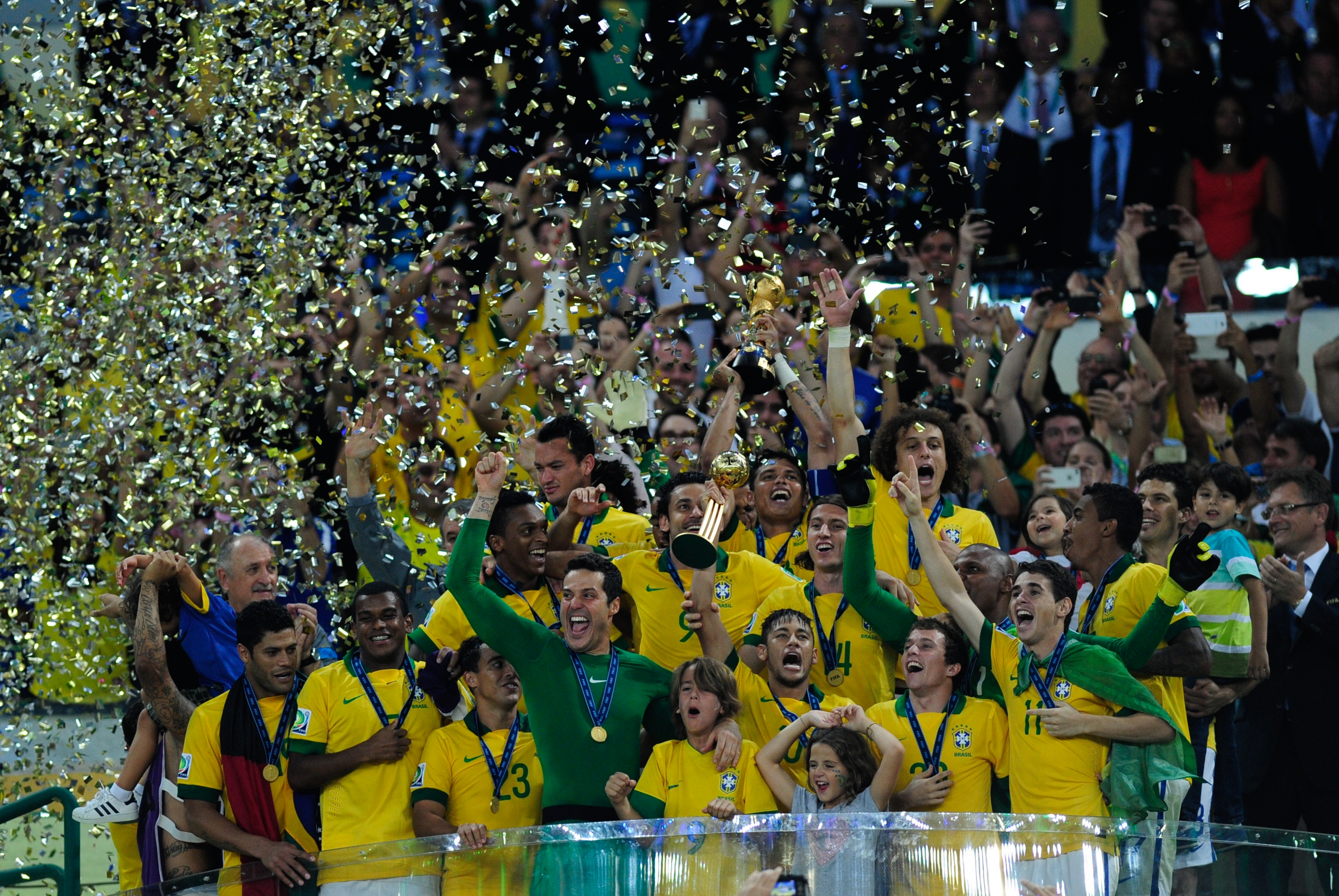
La selezione brasiliana solleva il trofeo della FIFA Confederations Cup 2013, disputata in Brasile

| Anno | Luogo                    | Piazzamento     | V | N | P | Gol  |
| ---- | ------------------------ | --------------- | - | - | - | ---- |
| 1992 | Arabia Saudita           | Non invitata    | - | - | - | -    |
| 1995 | Arabia Saudita           | Non invitata    | - | - | - | -    |
| 1997 | Arabia Saudita           | Campione        | 4 | 1 | 0 | 14:2 |
| 1999 | Messico                  | Secondo posto   | 4 | 0 | 1 | 18:6 |
| 2001 | Corea del Sud / Giappone | Quarto posto    | 1 | 2 | 2 | 3:3  |
| 2003 | Francia                  | Primo turno     | 1 | 1 | 1 | 3:3  |
| 2005 | Germania                 | Campione        | 3 | 1 | 1 | 12:6 |
| 2009 | Sudafrica                | Campione        | 5 | 0 | 0 | 14:5 |
| 2013 | Brasile                  | Campione        | 5 | 0 | 0 | 14:3 |
| 2017 | Russia                   | Non qualificata | - | - | - | -    |

### CONCACAF Gold Cup
| Anno | Luogo                 | Piazzamento   | V | N | P | Gol  |
| ---- | --------------------- | ------------- | - | - | - | ---- |
| 1996 | Stati Uniti           | Secondo posto | 3 | 0 | 1 | 10:3 |
| 1998 | Stati Uniti           | Terzo posto   | 2 | 2 | 1 | 6:2  |
| 2003 | Stati Uniti / Messico | Secondo posto | 3 | 0 | 2 | 6:4  |

### Taça das Nações
| Anno | Luogo   | Piazzamento   | V | N | P | Gol |
| ---- | ------- | ------------- | - | - | - | --- |
| 1964 | Brasile | Secondo posto | 2 | 0 | 1 | 9:5 |

### Campionati Panamericani
| Anno | Luogo             | Piazzamento   | V | N | P | Gol  |
| ---- | ----------------- | ------------- | - | - | - | ---- |
| 1952 | Santiago del Cile | Campione      | 4 | 1 | 0 | 14:2 |
| 1956 | Città del Messico | Campione      | 4 | 1 | 0 | 14:5 |
| 1960 | San José          | Secondo posto | 3 | 1 | 2 | 10:8 |

## Rosa attuale
Lista dei giocatori convocati per le gare di qualificazione al campionato mondiale di calcio 2026 del 5 e 10 giugno 2025.
Presenze e reti aggiornate al momento delle convocazioni.
|  | P | Alisson Becker     | 12 ottobre 1992  | 72 | -33 | Liverpool           |  |  |
|  | P | Bento              | 10 giugno 1999   | 4  | -7  | Al-Nassr            |  |  |
|  | P | Hugo Souza         | 31 gennaio 1999  | 0  | 0   | Corinthians         |  |  |
|  |   |                    |                  |    |     |                     |  |  |
|  | D | Marquinhos         | 14 maggio 1994   | 97 | 7   | Paris Saint-Germain |  |  |
|  | D | Danilo             | 15 luglio 1991   | 65 | 1   | Flamengo            |  |  |
|  | D | Alex Sandro        | 26 gennaio 1991  | 40 | 2   | Flamengo            |  |  |
|  | D | Vanderson          | 21 giugno 2001   | 5  | 0   | Monaco              |  |  |
|  | D | Lucas Beraldo      | 24 novembre 2003 | 3  | 0   | Paris Saint-Germain |  |  |
|  | D | Carlos Augusto     | 7 gennaio 1999   | 2  | 0   | Inter               |  |  |
|  | D | Léo Ortiz          | 3 gennaio 1996   | 2  | 0   | Flamengo            |  |  |
|  | D | Wesley França      | 6 settembre 2003 | 2  | 0   | Flamengo            |  |  |
|  | D | Alexsandro Ribeiro | 9 agosto 1999    | 0  | 0   | Lilla               |  |  |
|  |   |                    |                  |    |     |                     |  |  |
|  | C | Casemiro           | 23 febbraio 1992 | 75 | 7   | Manchester Utd      |  |  |
|  | C | Bruno Guimarães    | 16 novembre 1997 | 33 | 1   | Newcastle Utd       |  |  |
|  | C | Gerson             | 20 maggio 1997   | 12 | 1   | Flamengo            |  |  |
|  | C | Andreas Pereira    | 1º gennaio 1996  | 9  | 2   | Fulham              |  |  |
|  | C | Éderson            | 7 luglio 1999    | 3  | 0   | Atalanta            |  |  |
|  | C | Andrey Santos      | 3 maggio 2004    | 1  | 0   | Strasburgo          |  |  |
|  |   |                    |                  |    |     |                     |  |  |
|  | A | Richarlison        | 10 maggio 1997   | 48 | 20  | Tottenham           |  |  |
|  | A | Vinícius Júnior    | 12 luglio 2000   | 39 | 6   | Real Madrid         |  |  |
|  | A | Raphinha           | 14 dicembre 1996 | 33 | 11  | Barcellona          |  |  |
|  | A | Antony             | 24 febbraio 2000 | 16 | 2   | Betis               |  |  |
|  | A | Gabriel Martinelli | 18 giugno 2001   | 16 | 2   | Arsenal             |  |  |
|  | A | Matheus Cunha      | 27 giugno 1999   | 13 | 1   | Wolverhampton       |  |  |
|  | A | Estêvão Willian    | 24 aprile 2007   | 4  | 0   | Palmeiras           |  |  |

## Record individuali
La nazionale brasiliana disputa occasionalmente partite di esibizione contro squadre di club, selezioni continentali, selezioni FIFA, di varie federazioni o leghe nazionali e perfino contro enti o fondazioni. Tutte queste partite, non essendo riconosciute dalla FIFA, non entrano a far parte delle statistiche individuali di presenze e di reti.
Statistiche aggiornate al 5 marzo 2025.
I giocatori in grassetto sono ancora in attività con la maglia della nazionale.

### Record di presenze

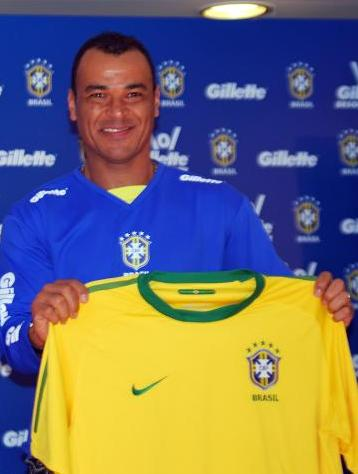
Cafu, primatista di presenze con la nazionale brasiliana (142)

| Pos. | Giocatore        | Presenze | Gol | Periodo   |
| ---- | ---------------- | -------- | --- | --------- |
| 1    | Cafu             | 142      | 5   | 1990-2006 |
| 2    | Neymar           | 128      | 79  | 2010-2023 |
| 3    | Dani Alves       | 126      | 8   | 2006-2022 |
| 4    | Roberto Carlos   | 125      | 11  | 1992-2006 |
| 5    | Thiago Silva     | 113      | 7   | 2008-2022 |
| 6    | Lúcio            | 105      | 4   | 2000-2011 |
| 7    | Cláudio Taffarel | 101      | 0   | 1988-1998 |
| 8    | Robinho          | 100      | 28  | 2003-2017 |
| 9    | Djalma Santos    | 98       | 3   | 1952-1968 |
| 9    | Ronaldo          | 98       | 62  | 1994-2011 |

### Record di gol

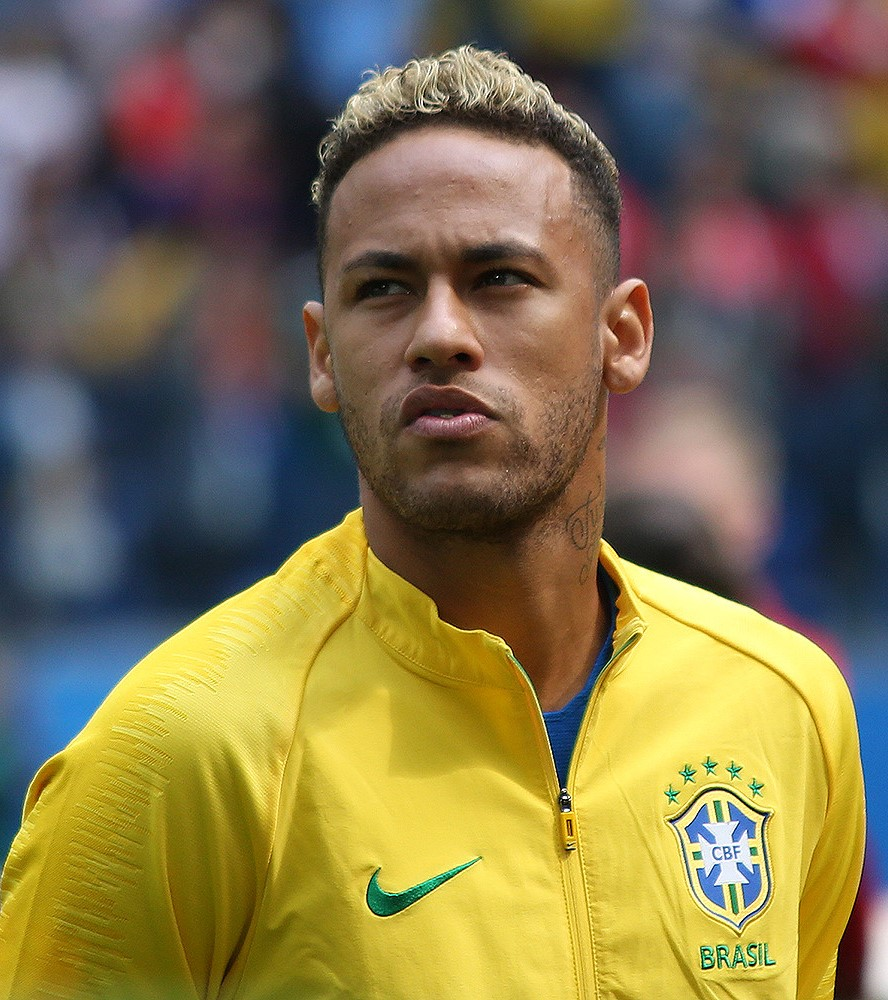
Neymar, detentore del record di gol con la nazionale brasiliana (79)

| Pos. | Giocatore  | Gol | Presenze | Periodo   | Media reti |
| ---- | ---------- | --- | -------- | --------- | ---------- |
| 1    | Neymar     | 79  | 128      | 2010-2023 | 0,62       |
| 2    | Pelé       | 77  | 92       | 1957-1971 | 0,84       |
| 3    | Ronaldo    | 62  | 98       | 1994-2011 | 0,63       |
| 4    | Romário    | 55  | 70       | 1987-2005 | 0,79       |
| 5    | Zico       | 48  | 71       | 1976-1986 | 0,67       |
| 6    | Bebeto     | 39  | 75       | 1985-1998 | 0,52       |
| 7    | Rivaldo    | 35  | 74       | 1993-2003 | 0,46       |
| 8    | Jairzinho  | 33  | 81       | 1964-1982 | 0,40       |
| 8    | Ronaldinho | 33  | 97       | 1999-2013 | 0,34       |
| 10   | Ademir     | 32  | 39       | 1945-1953 | 0,82       |
| 10   | Tostão     | 32  | 54       | 1966-1972 | 0,59       |

## Commissari tecnici
- Chico Netto (1923)
- Ramón Platero (1925)
- Píndaro de Carvalho (1930)
- Luís Vinhaes (1931-1935)
- Adhemar Pimenta (1936-1938)
- Carlos Nascimento (1939)
- Sylvio Lagreca (1940)
- Jayme Barcelos (1941)
- Adhemar Pimenta (1942)
- Flávio Costa e  Joreca (1944)
- Flávio Costa (1945-1950)
- Zezé Moreira (1952)
- Aymoré Moreira (1953)
- Vicente Feola (1955)
- Osvaldo Brandão (1955-1956)
- Teté (1956)
- Flávio Costa (1956)
- Osvaldo Brandão (1957)
- Sylvio Pirillo (1957)
- Pedro Rodrigues Pinto (1957)
- Vicente Feola - Coppa del Mondo FIFA 1958 (1958-1959)
- Gentil Cardoso (1959)
- Vicente Feola (1959-1960)
- Oswaldo Rolla (1960)
- Aymoré Moreira - Coppa del Mondo FIFA 1962 (1961-1963)
- Vicente Feola (1964-1966)
- Aymoré Moreira (1967-1968)
- Yustrich (1968)
- João Saldanha (1969-1970)
- Zagallo - Coppa del Mondo FIFA 1970 (1970-1974)
- Osvaldo Brandão (1975-1977)
- Cláudio Coutinho (1977-1979)
- Telê Santana (1980-1982)
- Carlos Alberto Parreira (1983)
- Edu (1984)
- Evaristo de Macedo (1985)
- Telê Santana (1985-1986)
- Carlos Alberto Silva (1987-1988)
- Sebastião Lazaroni (1989-1990)
- Paulo Roberto Falcão (1990-1991)
- Carlos Alberto Parreira - Coppa del Mondo FIFA 1994 (1991-1994)
- Zagallo (1994-1998)
- Vanderlei Luxemburgo (1998-2000)
- Émerson Leão (2001)
- Luiz Felipe Scolari - Coppa del Mondo FIFA 2002 (2001-2002)
- Carlos Alberto Parreira (2003-2006)
- Dunga (2006-2010)
- Mano Menezes (2010-2012)
- Luiz Felipe Scolari (2013-2014)
- Dunga (2014-2016)
- Tite (2016-2022)
- Ramon Menezes (ad interim) (2023)
- Fernando Diniz (ad interim) (2023-2024)
- Dorival Júnior (2024-2025)
- Carlo Ancelotti (2025-)

## Tutte le rose

### Mondiali
Coppa del Mondo FIFA 1930P Joel, P Velloso, D Brilhante, D Itália, D Oscarino, D Zé Luiz, C Benevenuto, C Fausto, C Fernando, C Fortes, C Hermógenes, C Ivan Mariz, C Pamplona, A Araken, A Benedicto, A Carvalho Leite, A Doca, A Manoelzinho, A Moderato, A Nilo, A Poly, A Preguinho, A Russinho, A Teóphilo, CT: Píndaro
Coppa del Mondo FIFA 1934P Germano, P Pedrosa, D Luís Luz, D Octacílio, D Sylvio, C Ariel, C Canalli, C Martim, C Tinoco, C Waldyr, A Armandinho, A Átila, A Carvalho Leite, A Leônidas, A Luisinho, A Patesko, A Waldemar de Brito, CT: Vinhaes
Coppa del Mondo FIFA 1938P Batatais, P Walter, D Domingos da Guia, D Jaú, D Martim, D Nariz, C Afonsinho, C Argemiro, C Brandão, C Britto, C Machado, C Zezé Procópio, A Hércules, A Leônidas, A Lopes, A Luisinho, A Niginho, A Patesko, A Perácio, A Roberto, A Romeu, A Tim, CT: Pimenta
Coppa del Mondo FIFA 1950P Barbosa, P Castilho, D Augusto, D Ely, D Juvenal, D Nena, D Nílton Santos, C Bauer, C Bigode, C Danilo, C Noronha, C Rui, A Adãozinho, A Ademir, A Alfredo, A Baltazar, A Chico, A Friaça, A Jair, A Maneca, A Rodrigues, A Zizinho, CT: Costa
Coppa del Mondo FIFA 19541 Castilho, 2 Djalma Santos, 3 Nílton Santos, 4 Brandãozinho, 5 Pinheiro, 6 Bauer, 7 Julinho, 8 Didi, 9 Baltazar, 10 Pinga, 11 Rodrigues, 12 Paulinho, 13 Alfredo, 14 Ely, 15 Mauro Ramos, 16 Dequinha, 17 Maurinho, 18 Humberto, 19 Índio, 20 Rubens, 21 Veludo, 22 Cabeção, CT: Zezé Moreira
Coppa del Mondo FIFA 19581 Castilho, 2 Bellini, 3 Gilmar, 4 Djalma Santos, 5 Dino Sani, 6 Didi, 7 Zagallo, 8 Oreco, 9 Zózimo, 10 Pelé, 11 Garrincha, 12 Nílton Santos, 13 Moacir, 14 De Sordi, 15 Orlando Peçanha, 16 Mauro Ramos, 17 Joel, 18 Mazzola, 19 Zito, 20 Vavá, 21 Dida, 22 Pepe, CT: Feola
Coppa del Mondo FIFA 19621 Gilmar, 2 Djalma Santos, 3 Mauro Ramos, 4 Zito, 5 Zózimo, 6 Nílton Santos, 7 Garrincha, 8 Didi, 9 Coutinho, 10 Pelé, 11 Pepe, 12 Jair Marinho, 13 Bellini, 14 Jurandir, 15 Altair, 16 Zequinha, 17 Mengálvio, 18 Jair da Costa, 19 Vavá, 20 Amarildo, 21 Zagallo, 22 Castilho, CT: Moreira
Coppa del Mondo FIFA 19661 Gilmar, 2 Djalma Santos, 3 Fidélis, 4 Bellini, 5 Brito, 6 Altair, 7 Orlando Peçanha, 8 Paulo Henrique, 9 Rildo, 10 Pelé, 11 Gérson, 12 Manga, 13 Denílson, 14 Lima, 15 Zito, 16 Garrincha, 17 Jairzinho, 18 Alcindo, 19 Silva, 20 Tostão, 21 Paraná, 22 Edu, CT: Feola
Coppa del Mondo FIFA 19701 Félix, 2 Brito, 3 Piazza, 4 Carlos Alberto, 5 Clodoaldo, 6 Marco Antônio, 7 Jairzinho, 8 Gérson, 9 Tostão, 10 Pelé, 11 Rivelino, 12 Ado, 13 Roberto Miranda, 14 Baldocchi, 15 Fontana, 16 Everaldo, 17 Joel, 18 Paulo César, 19 Edu, 20 Dario, 21 Zé Maria, 22 Leão, CT: Zagallo
Coppa del Mondo FIFA 19741 Leão, 2 Luís Pereira, 3 Marinho Peres, 4 Zé Maria, 5 Piazza, 6 Marinho Chagas, 7 Jairzinho, 8 Leivinha, 9 César, 10 Rivelino, 11 Paulo César, 12 Renato, 13 Valdomiro, 14 Nelinho, 15 Alfredo, 16 Marco Antônio, 17 Carpegiani, 18 Ademir da Guia, 19 Mirandinha, 20 Edu, 21 Dirceu, 22 Valdir Peres, CT: Zagallo
Coppa del Mondo FIFA 19781 Leão, 2 Toninho, 3 Oscar, 4 Amaral, 5 Cerezo, 6 Edinho, 7 Zé Sérgio, 8 Zico, 9 Reinaldo, 10 Rivelino, 11 Dirceu, 12 Carlos, 13 Nelinho, 14 Abel, 15 Polozzi, 16 Rodrigues Neto, 17 Batista, 18 Gil, 19 Jorge Mendonça, 20 Roberto Dinamite, 21 Chicão, 22 Valdir Peres, CT: Coutinho
Coppa del Mondo FIFA 19821 Valdir Peres, 2 Leandro, 3 Oscar, 4 Luizinho, 5 Cerezo, 6 Júnior, 7 Paulo Isidoro, 8 Sócrates, 9 Serginho, 10 Zico, 11 Éder, 12 Paulo Sérgio, 13 Edevaldo, 14 Juninho, 15 Falcão, 16 Edinho, 17 Pedrinho, 18 Batista, 19 Renato, 20 Roberto Dinamite, 21 Dirceu, 22 Carlos, CT: Santana
Coppa del Mondo FIFA 19861 Carlos, 2 Édson, 3 Oscar, 4 Edinho, 5 Falcão, 6 Júnior, 7 Müller, 8 Casagrande, 9 Careca, 10 Zico, 11 Edivaldo, 12 Paulo Vítor, 13 Josimar, 14 Júlio César, 15 Alemão, 16 Mauro Galvão, 17 Branco, 18 Sócrates, 19 Elzo, 20 Silas, 21 Valdo, 22 Leão, CT: Santana
Coppa del Mondo FIFA 19901 Taffarel, 2 Jorginho, 3 Ricardo Gomes, 4 Dunga, 5 Alemão, 6 Branco, 7 Bismarck, 8 Valdo, 9 Careca, 10 Silas, 11 Romário, 12 Acácio, 13 Mozer, 14 Aldair, 15 Müller, 16 Bebeto, 17 Renato Gaúcho, 18 Mazinho, 19 Ricardo Rocha, 20 Tita, 21 Mauro Galvão, 22 Zé Carlos, CT: Lazaroni
Coppa del Mondo FIFA 19941 Taffarel, 2 Jorginho, 3 Ricardo Rocha, 4 Ronaldão, 5 Mauro Silva, 6 Branco, 7 Bebeto, 8 Dunga, 9 Zinho, 10 Raí, 11 Romário, 12 Zetti, 13 Aldair, 14 Cafu, 15 Márcio Santos, 16 Leonardo, 17 Mazinho, 18 Paulo Sérgio, 19 Müller, 20 Ronaldo, 21 Viola, 22 Gilmar, CT: Parreira
Coppa del Mondo FIFA 19981 Taffarel, 2 Cafu, 3 Aldair, 4 Júnior Baiano, 5 César Sampaio, 6 Roberto Carlos, 7 Giovanni, 8 Dunga, 9 Ronaldo, 10 Rivaldo, 11 Emerson, 12 Carlos Germano, 13 Zé Carlos, 14 Gonçalves, 15 André Cruz, 16 Zé Roberto, 17 Doriva, 18 Leonardo, 19 Denílson, 20 Bebeto, 21 Edmundo, 22 Dida, CT: Zagallo
Coppa del Mondo FIFA 20021 Marcos, 2 Cafu, 3 Lúcio, 4 Roque Júnior, 5 Edmílson, 6 Roberto Carlos, 7 Ricardinho, 8 Gilberto Silva, 9 Ronaldo, 10 Rivaldo, 11 Ronaldinho, 12 Dida, 13 Belletti, 14 Polga, 15 Kléberson, 16 Júnior, 17 Denílson, 18 Vampeta, 19 Juninho, 20 Edílson, 21 Luizão, 22 Rogério Ceni, 23 Kaká, CT: Scolari
Coppa del Mondo FIFA 20061 Dida, 2 Cafu, 3 Lúcio, 4 Juan, 5 Emerson, 6 Roberto Carlos, 7 Adriano, 8 Kaká, 9 Ronaldo, 10 Ronaldinho, 11 Zé Roberto, 12 Rogério Ceni, 13 Cicinho, 14 Luisão, 15 Cris, 16 Gilberto, 17 Gilberto Silva, 18 Mineiro, 19 Juninho, 20 Ricardinho, 21 Fred, 22 Júlio César, 23 Robinho, CT: Parreira
Coppa del Mondo FIFA 20101 Júlio César, 2 Maicon, 3 Lúcio, 4 Juan, 5 Felipe Melo, 6 Michel Bastos, 7 Elano, 8 Gilberto Silva, 9 Luís Fabiano, 10 Kaká, 11 Robinho, 12 Gomes, 13 Dani Alves, 14 Luisão, 15 Thiago Silva, 16 Gilberto, 17 Josué, 18 Ramires, 19 Júlio Baptista, 20 Kléberson, 21 Nilmar, 22 Doni, 23 Grafite, CT: Dunga
Coppa del Mondo FIFA 20141 Jefferson, 2 Dani Alves, 3 Thiago Silva, 4 David Luiz, 5 Fernandinho, 6 Marcelo, 7 Hulk, 8 Paulinho, 9 Fred, 10 Neymar, 11 Oscar, 12 Júlio César, 13 Dante, 14 Maxwell, 15 Henrique, 16 Ramires, 17 Luiz Gustavo, 18 Hernanes, 19 Willian, 20 Bernard, 21 Jô, 22 Victor, 23 Maicon, CT: Scolari
Coppa del Mondo FIFA 20181 Alisson, 2 Thiago Silva, 3 Miranda, 4 Geromel, 5 Casemiro, 6 Filipe Luís, 7 Douglas Costa, 8 Renato Augusto, 9 Gabriel Jesus, 10 Neymar, 11 Coutinho, 12 Marcelo, 13 Marquinhos, 14 Danilo, 15 Paulinho, 16 Cássio, 17 Fernandinho, 18 Fred, 19 Willian, 20 Firmino, 21 Taison, 22 Fagner, 23 Ederson, CT: Tite
Coppa del Mondo FIFA 20221 Alisson, 2 Danilo, 3 Silva, 4 Marquinhos, 5 Casemiro, 6 Alex Sandro, 7 Paquetá, 8 Fred, 9 Richarlison, 10 Neymar, 11 Raphinha, 12 Weverton, 13 Alves, 14 Militão, 15 Fabinho, 16 Telles, 17 Guimarães, 18 Gabriel Jesus, 19 Antony, 20 Vinícius Jr, 21 Rodrygo, 22 Éverton, 23 Ederson, 24 Bremer, 25 Pedro, 26 Martinelli, CT: Tite

### Campeonato Sudamericano de Football/Copa América
Campeonato Sudamericano 1916P Casemiro, P Marcos, D Carlito, D Nery, D Orlando, D Osny, C Facchine, C Galo, C Sidney, A Alencar, A Amílcar, A Arnaldo, A Demósthenes, A Friedenreich, A Lagreca, A Mimi, A Luiz Menezes, A Lulu, A Mimi Sodré, CT: Lagreca
Campeonato Sudamericano 1917P Casemiro, P Otto, D Chico Netto, D De Paiva, D Osny, D Vidal, C Adhemar, C Galo, C Paula Ramos, C Picagli, A Amílcar, A Arnaldo, A Caetano, A Couto, A Dias, A Haroldo, A Lagreca, A Millon, A Neco, CT: Lagreca
Campeonato Sudamericano 1919P Dyonísio, P Marcos, D Bianco, D Palamone, D Picagli, D Píndaro, C Amílcar, C Fortes, C Galo, C Laís, C Martins, C Sérgio, A Arlindo, A Arnaldo, A Carregal, A Friedenreich, A Haroldo, A Heitor, A Luiz Menezes, A Millon, A Neco, CT: Haroldo
Campeonato Sudamericano 1920P Ayrton, P Kuntz, D De Maria, D Japonês, D Martins, D Telephone, C Adhemar, C Fortes, C João, C Rodrigo, C Sisson, A Alvariza, A Castelhano, A Claudionor, A Constantino, A Junqueira, A Nonô, A Zezé, CT: Oswaldo Gomes
Campeonato Sudamericano 1921P Carnaval, P Kuntz, D Barata, D Caratório, D Telefone, C Afredinho, C Dino, C Laís, C Pena, C Suíço, A Candiota, A Frederico, A Machado, A Maxabomba, A Nonô, A Orlandinho, A Paulo Vianna, A Zezé, CT: Vianna Netto
Campeonato Sudamericano 1922P Kuntz, P Marcos, D Barthô, D Chico Netto, D Palamone, C Amílcar, C Fortes, C Laís, C Nesi, C Xingô, A Formiga, A Friedenreich, A Heitor, A Junqueira, A Neco, A Rodrigues, A Tatú, A Zezé, CT: Haroldo
Campeonato Sudamericano 1923P David, P Nélson, D Alemão, D Pennaforte, C Dino, C Hermógenes, C Mica, C Nesi, C Seabra, C Soda, A Amaro, A Coelho, A Mário Seixas, A Nilo, A Paschoal, A Torteroli, A Zezé, CT: Chico Netto
Campeonato Sudamericano 1925P Batalha, P Tuffy, D Clodô, D Hélcio, D Pennaforte, C Floriano, C Fortes, C Nascimento, C Pamplona, C Rueda, A Filó, A Friedenreich, A Lagarto, A Moderato, A Nilo, A Oswaldinho, A Russinho, CT: Platero
Campeonato Sudamericano 1937P Rei, P Jurandir, D Carnera, D Jaú, D Nariz, C Afonsinho, C Brandão, C Britto, C Canalli, C Tunga, C Zarzur, A Bahia, A Cardeal, A Carreiro, A Carvalho Leite, A Luisinho, A Niginho, A Patesko, A Roberto, A Tim, CT: Pimenta
Campeonato Sudamericano 1942P Aymoré Moreira, P Cajú, D Begliomini, D Domingos da Guia, D Jaime de Almeida, D Norival, D Osvaldo, C Afonsinho, C Argemiro, C Brandão, C Dino, C Zizinho, A Cláudio, A Joanino, A Patesko, A Paulo, A Pedro Amorim, A Pipí, A Pirillo, A Russo, A Servílio, A Tim, CT: Pimenta
Campeonato Sudamericano 1945P Oberdan, P Jurandir, D Begliomini, D Domingos da Guia, D Jaime de Almeida, D Newton, D Norival, D Rui, C Biguá, C Danilo, C Jorginho, C Zezé Procópio, C Zizinho, A Ademir, A Alfredo, A Djalma, A Heleno, A Jair, A Pedro Amorim, A Servílio, A Tesourinha, A Vevé, CT: Costa
Campeonato Sudamericano 1946P Ary, P Luiz Borracha, D Augusto, D Domingos da Guia, D Jaime de Almeida, D Newton, D Norival, D Rui, C Aleixo, C Danilo, C Ivan, C Teixeirinha, C Zezé Procópio, C Zizinho, A Ademir, A Chico, A Eduardo Lima, A Heleno, A Jair, A Leônidas, A Tesourinha, A Vevé, CT: Costa
Campeonato Sudamericano 1949P Barbosa, P Osvaldo, D Augusto, D Bauer, D Bigode, D Mauro Ramos, D Nílton Santos, D Wilson, C Danilo, C Ely, C Noronha, C Rui, C Zizinho, A Ademir, A Canhotinho, A Cláudio, A Jair, A Nininho, A Octávio, A Orlando, A Simão, A Tesourinha, CT: Costa
Campeonato Sudamericano 1953P Barbosa, P Castilho, P Gilmar, D Alfredo, D Bauer, D Djalma Santos, D Haroldo, D Nílton Santos, D Pinheiro, C Brandãozinho, C Danilo, C Didi, C Ely, C Pinga, C Zizinho, A Ademir, A Baltazar, A Cláudio, A Ipojucan, A Julinho, A Rodrigues, CT: Moreira
Campeonato Sudamericano 1956P Cabeção, P Gilmar, P Paulo, D Alfredo, D De Sordi, D Djalma Santos, D Formiga, D Mauro Ramos, D Olavo, C Julião, C Roberto Belangero, C Zito, A Álvaro, A Baltazar, A Canhoteiro, A Del Vecchio, A Jair, A Luizinho, A Maurinho, A Néstor, A Tite, A Zezinho, CT: Brandão
Campeonato Sudamericano 1957P Castilho, P Edgard, P Gilmar, D Bellini, D Djalma Santos, D Édson, D Nílton Santos, D Olavo, D Oreco, D Paulinho, C Didi, C Dino Sani, C Roberto Belangero, C Zito, C Zózimo, A Cláudio, A Evaristo, A Garrincha, A Joel, A Índio, A Pepe, A Zizinho, CT: Brandão
Campeonato Sudamericano 1959 (Argentina)P Castilho, P Gilmar, D Bellini, D Coronel, D Djalma Santos, D Nílton Santos, D Orlando Peçanha, D Paulinho, C Chinesinho, C Didi, C Dino Sani, C Dorval, C Esteves, C Formiga, C Zito, A Almir Pernambuquinho, A Garrincha, A Henrique, A Mauro Ramos, A Paulo Valentim, A Pelé, A Zagallo, CT: Feola
Campeonato Sudamericano 1959 (Ecuador)P Valter, P Waldemar, D Biu, D Bria, D Clóvis, D Dodô, D Édson, D Geroldo, D Givaldo, D Servílio, D Zequinha, C Fernando, C Geraldo, C Goiano, C Traçaia, C Zé de Mello, C Zé Maria, A Elcy, A Elias, A Moacir, A Paulo, A Tião, CT: Cardoso
Campeonato Sudamericano 1963P Marcial, P Silas, D Jorge, D Mário Tito, D Massinha, D Píter, D William, C Cláudio, C Geraldino, C Hilton Vaccari, C Procópio Cardoso, A Almir, A Altamiro, A Amauri, A Amauri Silva, A Ari, A Fernando, A Flávio Minuano, A Hilton Chaves, A Marco Antônio, A Oswaldo, A Tião Macalé, CT: Moreira
Copa América 1975P Careca, P Raul, P Valdir Peres, D Amaral, D Darci, D Getúlio, D Luís Pereira, D Miguel, D Modesto, D Morais, D Nelinho, D Neto, D Piazza, D Vanderley Lázaro, D Vantuir, C Ângelo, C Danival, C Dirceu Lopes, C Geraldo, C Ivo, C Vanderlei, C Zé Carlos, A Campos, A Eduardo Amorim, A Joãozinho, A Marcelo, A Palhinha, A Reinaldo, A Roberto Batata, A Roberto Dinamite, A Romeu, CT: Brandão
Copa América 1979P Carlos, P João Leite, P Leão, D Amaral, D Edinho, D Gomes, D Marco Antônio, D Nelinho, D Oscar, D Pedrinho, D Rondinelli, D Toninho, C Adílio, C Batista, C Carpegiani, C Cerezo, C Chicão, C Falcão, C Júnior, C Pintinho, C Pita, C Renato, C Sócrates, C Zenon, C Zico, A Éder, A Jair Gaúcho, A João Paulo, A Juary, A Nílton Batata, A Palhinha, A Roberto Dinamite, A Serginho, A Tarciso, A Tita, A Zé Sérgio, A Zezé, CT: Coutinho
Copa América 19831 Leão, 2 Leandro, 3 Márcio, 4 Mozer, 5 Andrade, 6 Júnior, 7 Renato Gaúcho, 8 Sócrates, 9 Roberto Dinamite, 10 Tita, 11 Jorginho, 12 João Marcos, 13 Paulo Roberto, 14 Toninho Carlos, 15 Wladimir, 16 China, 17 Renato, 18 Careca, 19 Éder, 20 Leiz, 21 João Paulo, 22 Acácio, 23 Geraldo, 24 Mendonça, 25 Douglas, CT: Parreira
Copa América 19871 Carlos, 2 Josimar, 3 Geraldão, 4 Ricardo Rocha, 5 Douglas, 6 Nelsinho, 7 Müller, 8 Raí, 9 Careca, 10 Edu Marangon, 11 Valdo, 12 Zé Carlos, 13 Jorginho, 14 Ricardo Gomes, 15 Júlio César, 16 Dunga, 17 Edu, 18 Silas, 19 Romário, 20 Mirandinha, 21 João Paulo, 22 Régis, CT: Carlos Alberto
Copa América 19891 Taffarel, 2 Mazinho, 3 Mauro Galvão, 4 André Cruz, 5 Branco, 6 Ricardo Gomes, 7 Bebeto, 8 Geovani, 9 Valdo, 10 Tita, 11 Romário, 12 Acácio, 13 Josimar, 14 Aldair, 15 Alemão, 16 Cristóvão, 17 Dunga, 18 Renato Gaúcho, 19 Baltazar, 20 Silas, 21 Charles, 22 Zé Carlos, CT: Lazaroni
Copa América 19911 Taffarel, 2 Mazinho, 3 Cléber, 4 Ricardo Rocha, 5 Mauro Silva, 6 Branco, 7 Renato Gaúcho, 8 Valdir, 9 Careca III, 10 Neto, 11 João Paulo, 12 Sérgio, 13 Cafu, 14 Wilson Gottardo, 15 Márcio Santos, 16 Lira, 17 Márcio, 18 Raí, 19 Luís Henrique, 20 Mazinho II, 21 Sílvio, 22 Ronaldo, CT: Falcão
Copa América 19931 Taffarel, 2 Cafu, 3 Zago, 4 Válber, 5 César Sampaio, 6 Roberto Carlos, 7 Edmundo, 8 Boiadeiro, 9 Müller, 10 Palhinha, 11 Zinho, 12 Carlos, 13 Winck, 14 Luís Henrique, 15 Paulão, 16 Elivélton, 17 Luisinho, 18 Marquinhos, 19 Edílson, 20 Almir, 21 Viola, 22 Zetti, CT: Parreira
Copa América 19951 Taffarel, 2 Jorginho, 3 Aldair, 4 Ronaldão, 5 César Sampaio, 6 Roberto Carlos, 7 Edmundo, 8 Dunga, 9 Túlio, 10 Juninho Paulista, 11 Zinho, 12 Danrlei, 13 Rodrigo, 14 André Cruz, 15 Narciso, 16 Leandro Ávila, 17 Beto, 18 Leonardo, 19 Souza, 20 Ronaldo, 21 Sávio, 22 Dida, CT: Zagallo
Copa América 19971 Taffarel, 2 Cafu, 3 Aldair, 4 Márcio Santos, 5 Mauro Silva, 6 Roberto Carlos, 7 Giovanni, 8 Dunga, 9 Ronaldo, 10 Leonardo, 11 Romário, 12 Carlos Germano, 13 Djalminha, 14 Zé Maria, 15 Célio Silva, 16 Gonçalves, 17 Zé Roberto, 18 César Sampaio, 19 Flávio Conceição, 20 Denílson, 21 Edmundo, 22 Paulo Nunes, CT: Zagallo
Copa América 19991 Dida, 2 Cafu, 3 Odvan, 4 Zago, 5 Emerson, 6 Roberto Carlos, 7 Amoroso, 8 Vampeta, 9 Ronaldo, 10 Rivaldo, 11 Alex, 12 Marcos, 13 Evanílson, 14 César, 15 João Carlos, 16 Serginho, 17 Marcos Paulo, 18 Flávio Conceição, 19 Beto, 20 Christian, 21 Ronaldinho, 22 Zé Roberto, CT: Luxemburgo
Copa América 20011 Marcos, 2 Belletti, 3 Cris, 4 Roque Júnior, 5 Eduardo Costa, 6 Roger, 7 Geovanni, 8 Emerson, 9 Guilherme, 10 Juninho Paulista, 11 Denílson, 12 Dida, 13 Alessandro, 14 Luisão, 15 Juan, 16 Júnior, 17 Juninho Pernambucano, 18 Rochemback, 19 Fernando, 20 Alex, 21 Ewerthon, 22 Jardel, CT: Scolari
Copa América 20041 Júlio César, 2 Mancini, 3 Luisão, 4 Juan, 5 Renato, 6 Gustavo Nery, 7 Adriano, 8 Kléberson, 9 Luís Fabiano, 10 Alex, 11 Edu, 12 Fábio, 13 Maicon, 14 Bordon, 15 Cris, 16 Dudu Cearense, 17 Adriano Correia, 18 Júlio Baptista, 19 Diego, 20 Felipe, 21 Oliveira, 22 Vágner Love, CT: Parreira
Copa América 20071 Hélton, 2 Maicon, 3 Alex, 4 Juan, 5 Mineiro, 6 Gilberto, 7 Elano, 8 Gilberto Silva, 9 Vágner Love, 10 Diego, 11 Robinho, 12 Doni, 13 Dani Alves, 14 Naldo, 15 Alex Silva, 16 Kléber, 17 Josué, 18 Fernando, 19 Júlio Baptista, 20 Anderson, 21 Fred, 22 Afonso Alves, CT: Dunga
Copa América 20111 Júlio César, 2 Dani Alves, 3 Lúcio, 4 Thiago Silva, 5 Lucas Leiva, 6 André Santos, 7 Robinho, 8 Ramires, 9 Pato, 10 Ganso, 11 Neymar, 12 Victor, 13 Maicon, 14 Luisão, 15 Sandro, 16 Elano, 17 Elias, 18 Lucas, 19 Fred, 20 Jádson, 21 Adriano, 22 Jefferson, 23 David Luiz, CT: Mano Menezes
Copa América 20151 Jefferson, 2 Dani Alves, 3 Miranda, 4 David Luiz, 5 Fernandinho, 6 Filipe Luís, 7 Douglas Costa, 8 Elias, 9 Diego Tardelli, 10 Neymar, 11 Firmino, 12 Neto, 13 Marquinhos, 14 Thiago Silva, 15 Geferson, 16 Fabinho, 17 Fred, 18 Éverton Ribeiro, 19 Willian, 20 Robinho, 21 Coutinho, 22 Casemiro, 23 Marcelo Grohe, CT: Dunga
Copa América Centenario1 Alisson, 2 Dani Alves, 3 Miranda, 4 Gil, 5 Casemiro, 6 Filipe Luís, 7 Ganso, 8 Elias, 9 Jonas, 10 Lucas Lima, 11 Gabriel, 12 Diego Alves, 13 Marquinhos, 14 Rodrigo Caio, 15 Fabinho, 16 Douglas Santos, 17 Walace, 18 Renato Augusto, 19 Willian, 20 Lucas, 21 Hulk, 22 Coutinho, 23 Marcelo Grohe, CT: Dunga
Copa América 20191 Alisson, 2 Thiago Silva, 3 Miranda, 4 Marquinhos, 5 Casemiro, 6 Filipe Luís, 7 Neres, 8 Arthur, 9 Gabriel Jesus, 10 Willian, 11 Coutinho, 12 Alex Sandro, 13 Dani Alves, 14 Militão, 15 Allan, 16 Cássio, 17 Fernandinho, 18 Paquetá, 19 Everton, 20 Firmino, 21 Richarlison, 22 Fagner, 23 Ederson, CT: Tite
Copa América 20211 Alisson, 2 Danilo, 3 Thiago Silva, 4 Marquinhos, 5 Casemiro, 6 Alex Sandro, 7 Richarlison, 8 Fred, 9 Gabriel Jesus, 10 Neymar, 11 Éverton Ribeiro, 12 Weverton, 13 Emerson, 14 Militão, 15 Fabinho, 16 Renan Lodi, 17 Paquetá, 18 Vinícius Jr., 19 Everton Soares, 20 Firmino, 21 Gabriel Barbosa, 22 Felipe/Léo Ortiz, 23 Ederson, 25 Douglas Luiz, CT: Tite
Copa América 20241 Alisson, 2 Danilo, 3 Militão, 4 Marquinhos, 5 B. Guimarães, 6 Wendell, 7 Vinícius Jr., 8 Paquetá, 9 Endrick, 10 Rodrygo, 11 Raphinha, 12 Bento, 13 Couto, 14 Magalhães, 15 J. Gomes, 16 Arana, 17 Beraldo, 18 D. Luiz, 19 A. Pereira, 20 Sávio, 21 Evanilson, 22 Martinelli, 23 Rafael, 24 Éderson, 25 Bremer, 26 Pepê, CT: Dorival Jr.

### Confederations Cup
FIFA Confederations Cup 19971 Dida, 2 Cafu, 3 Aldair, 4 Júnior Baiano, 5 Dunga, 6 Roberto Carlos, 7 Bebeto, 8 Flávio Conceição, 9 Ronaldo, 10 Leonardo, 11 Romário, 12 Rogério Ceni, 13 Zé Maria, 14 Gonçalves, 15 Zé Roberto, 16 César Sampaio, 17 Doriva, 18 Denílson, 19 Juninho Paulista, 20 Rivaldo, 21 Rodrigo, 22 Russo, CT: Zagallo
FIFA Confederations Cup 19991 Dida, 2 Evanílson, 3 Odvan, 4 João Carlos, 5 Flávio Conceição, 6 Serginho, 7 Ronaldinho, 8 Emerson, 9 Christian, 10 Alex, 11 Zé Roberto, 12 Marcos, 13 César, 14 Luiz Alberto, 15 Marcos Paulo, 16 Athirson, 17 Beto, 18 Roni, 19 Warley, 20 Vampeta, CT: Luxemburgo
FIFA Confederations Cup 20011 Dida, 2 Zé Maria, 3 Lúcio, 4 Edmílson, 5 Léomar, 6 Gustavo Nery, 7 Leandro, 8 Vampeta, 9 Sonny Anderson, 10 Robert, 11 Carlos Miguel, 12 Carlos Germano, 13 Evanílson, 14 César, 15 Caçapa, 16 Léo, 17 Vágner, 18 Rochemback, 19 Júlio Baptista, 20 Ramon, 21 Washington, 22 Magno Alves, 23 Fábio Costa, CT: Leão
FIFA Confederations Cup 20031 Dida, 2 Belletti, 3 Lúcio, 4 Juan, 5 Emerson, 6 Gilberto, 7 Ronaldinho, 8 Kléberson, 9 Adriano, 10 Ricardinho, 11 Gil, 12 Júlio César, 13 Maurinho, 14 Fábio Luciano, 15 Edu Dracena, 16 Kléber, 17 Eduardo Costa, 18 Dudu Cearense, 19 Adriano Gabiru, 20 Alex, 21 Ilan, 22 Luís Fabiano, 23 Fábio, CT: Parreira
FIFA Confederations Cup 20051 Dida, 2 Maicon, 3 Lúcio, 4 Roque Júnior, 5 Emerson, 6 Gilberto, 7 Robinho, 8 Kaká, 9 Adriano, 10 Ronaldinho, 11 Zé Roberto, 12 Marcos, 13 Cicinho, 14 Juan, 15 Luisão, 16 Léo, 17 Gilberto Silva, 18 Juninho, 19 Renato, 20 Júlio Baptista, 21 Oliveira, 22 Edu, 23 Gomes, CT: Parreira
FIFA Confederations Cup 20091 Júlio César, 2 Maicon, 3 Lúcio, 4 Juan, 5 Felipe Melo, 6 Kléber, 7 Elano, 8 Gilberto Silva, 9 Luís Fabiano, 10 Kaká, 11 Robinho, 12 Victor, 13 Dani Alves, 14 Luisão, 15 Miranda, 16 André Santos, 17 Josué, 18 Ramires, 19 Júlio Baptista, 20 Kléberson, 21 Pato, 22 Nilmar, 23 Gomes, CT: Dunga
FIFA Confederations Cup 20131 Jefferson, 2 Dani Alves, 3 Thiago Silva, 4 David Luiz, 5 Fernando, 6 Marcelo, 7 Lucas, 8 Hernanes, 9 Fred, 10 Neymar, 11 Oscar, 12 Júlio César, 13 Dante, 14 Filipe Luís, 15 Jean, 16 Réver, 17 Luiz Gustavo, 18 Paulinho, 19 Hulk, 20 Bernard, 21 Jô, 22 Diego Cavalieri, 23 Jádson, CT: Scolari

### Gold Cup
CONCACAF Gold Cup 19961 Dida, 2 Zé Maria, 3 Alexandre Lopes, 4 Narciso, 5 Flávio Conceição, 6 André Luiz, 7 Caio, 8 Amaral, 9 Iranildo, 10 Arílson, 11 Sávio, 12 Danrlei, 13 Carlinhos Paulista, 14 Gélson Baresi, 15 Zé Roberto, 16 Zé Elias, 17 Beto, 18 Jamelli, 19 Souza, 20 Leandro Machado, CT: Zagallo
CONCACAF Gold Cup 19981 Taffarel, 2 Zé Maria, 3 Júnior Baiano, 4 Gonçalves, 5 Mauro Silva, 6 Júnior, 7 Edmundo, 8 Flávio Conceição, 9 Zinho, 10 Denílson, 11 Romário, 12 Carlos Germano, 13 Russo, 14 César, 15 Sylvinho, 16 Doriva, 17 Assunção, 18 Sérgio Manoel, 19 Donizete, 20 Élber, CT: Zagallo
CONCACAF Gold Cup 20031 Gomes, 2 Maicon, 3 Luisão, 4 Alex, 5 Adriano, 6 Paulo Almeida, 7 Júlio Baptista, 8 Kaká, 9 Ewerthon, 10 Diego, 11 Robinho, 12 Negri, 13 Coelho, 14 André Bahia, 15 Nilmar, 16 Nádson, 17 Carlos Alberto, 18 Motta, CT: Ricardo Gomes

### Mundialito
Mundialito 19801 Carlos, 2 Edevaldo, 3 Oscar, 4 Luizinho, 5 Batista, 6 Júnior, 7 Tita, 8 Cerezo, 9 Sócrates, 10 Renato, 11 Zé Sérgio, 12 João Leite, 13 Getúlio, 14 Juninho, 15 Edinho, 16 Paulo Isidoro, 17 Serginho, 18 Éder, CT: Santana

### Campionato Panamericano
Campionato Panamericano 1952P Cabeção, P Castilho, P Osvaldo, D Araty, D Bigode, D Djalma Santos, D Nílton Santos, D Pinheiro, C Bauer, C Brandãozinho, C Didi, C Ely, C Gérson, C Ruarinho, A Ademir, A Baltazar, A Friaça, A Ipojucan, A Julinho, A Nívio, A Pinga, A Rodrigues, A Rubens, CT: Zezé Moreira
Campionato Panamericano 1956P Sérgio Moacir, P Paulinho, P Valdir, D Aírton, D Duarte, D Ênio Rodrigues, D Figueiró, D Florindo, D Oreco, D Ortunho, C Ênio Andrade, C Jerônimo, C Odorico, C Milton Kuelle, C Sarará, A Bodinho, A Chinesinho, A Hercílio, A Juarez, A Larry, A Luizinho, A Raul Klein, CT: Teté
Campionato Panamericano 1960P Irno, P Suly, D Aírton, D Bruno, D Calvet, D Ênio Rodrigues, D Mengálvio, D Orlando, D Ortunho, D Soligo, C Élton, C Gessy, C Ivo Diogo, C Jurandir, C Marino, C Milton Kuelle, A Kim, A Alfeu, A Gilberto, A Juarez, CT: Foguinho

### Giochi olimpici
NOTA: per le informazioni sulle rose successive al 1948 visionare la pagina della nazionale olimpica.

## Confronti con altre nazionali
Tra gli avversari nazionali contro cui sono stati disputati almeno 10 incontri, il Brasile presenta i seguenti saldi (aggiornati al 6 luglio 2018):
- Nota: le partite terminate ai tiri di rigore sono considerate pareggiate.

### Saldo positivo
| Nazionale      | Partite | Vittoria | Pareggio | Sconfitta | Reti fatte | Reti subite | Differenza reti | Ultima vittoria   | Ultimo pareggio  | Ultima sconfitta  |
| -------------- | ------- | -------- | -------- | --------- | ---------- | ----------- | --------------- | ----------------- | ---------------- | ----------------- |
| Paraguay       | 84      | 50       | 22       | 12        | 183        | 68          | +115            | 28 giugno 2024    | 27 giugno 2019   | 10 settembre 2024 |
| Uruguay        | 79      | 38       | 19       | 22        | 146        | 112         | +34             | 14 ottobre 2021   | 20 novembre 2024 | 17 ottobre 2023   |
| Cile           | 76      | 55       | 13       | 8         | 174        | 63          | +111            | 10 ottobre 2024   | 28 giugno 2014   | 9 ottobre 2015    |
| Perù           | 52      | 38       | 9        | 5         | 114        | 33          | +81             | 15 ottobre 2024   | 18 novembre 2007 | 11 settembre 2019 |
| Messico        | 41      | 24       | 7        | 10        | 76         | 38          | +38             | 9 giugno 2024     | 17 giugno 2014   | 3 giugno 2012     |
| Colombia       | 38      | 22       | 12       | 4         | 71         | 22          | +49             | 21 marzo 2025     | 2 luglio 2024    | 16 novembre 2023  |
| Ecuador        | 36      | 28       | 6        | 2         | 99         | 24          | +75             | 6 settembre 2024  | 27 gennaio 2022  | 17 novembre 2004  |
| Bolivia        | 33      | 24       | 4        | 5         | 113        | 26          | +87             | 8 settembre 2023  | 5 ottobre 2017   | 11 ottobre 2009   |
| Venezuela      | 30      | 24       | 5        | 1         | 98         | 11          | +87             | 7 ottobre 2021    | 14 novembre 2024 | 6 giugno 2008     |
| Inghilterra    | 27      | 12       | 11       | 4         | 35         | 23          | +12             | 23 marzo 2024     | 14 novembre 2017 | 6 febbraio 2013   |
| Germania       | 23      | 13       | 5        | 5         | 41         | 31          | +10             | 27 marzo 2018     | 8 settembre 2004 | 8 luglio 2014     |
| Portogallo     | 20      | 13       | 3        | 4         | 39         | 16          | +23             | 11 settembre 2013 | 25 giugno 2010   | 6 febbraio 2007   |
| Stati Uniti    | 20      | 19       | 1        | 1         | 42         | 13          | +29             | 7 settembre 2018  | 12 giugno 2024   | 10 febbraio 1998  |
| Cecoslovacchia | 16      | 9        | 5        | 2         | 27         | 14          | +13             | 18 dicembre 1991  | 3 marzo 1982     | 23 giugno 1968    |
| Italia         | 16      | 8        | 3        | 5         | 30         | 23          | +7              | 22 giugno 2013    | 21 marzo 2013    | 5 luglio 1982     |
| Francia        | 15      | 6        | 4        | 5         | 26         | 21          | +5              | 26 marzo 2015     | 20 maggio 2004   | 9 febbraio 2011   |
| Svezia         | 15      | 10       | 3        | 2         | 35         | 17          | +18             | 15 agosto 2012    | 28 giugno 1994   | 16 giugno 1989    |
| Giappone       | 13      | 11       | 2        | 0         | 35         | 5           | +30             | 6 giugno 2022     | 22 giugno 2005   | –                 |
| Polonia        | 12      | 9        | 2        | 1         | 37         | 19          | +18             | 26 febbraio 1997  | 17 marzo 1993    | 6 luglio 1974     |
| Costa Rica     | 12      | 10       | 1        | 1         | 34         | 9           | +25             | 22 giugno 2018    | 25 giugno 2024   | 10 marzo 1960     |
| Galles         | 10      | 8        | 1        | 1         | 20         | 5           | +15             | 5 settembre 2006  | 12 giugno 1983   | 11 settembre 1991 |
| Scozia         | 10      | 8        | 2        | 0         | 16         | 3           | +13             | 27 marzo 2011     | 18 giugno 1974   | –                 |
| Spagna         | 10      | 5        | 3        | 2         | 17         | 11          | +6              | 30 giugno 2013    | 26 marzo 2024    | 12 settembre 1990 |
| Svizzera       | 10      | 4        | 4        | 2         | 12         | 9           | +3              | 28 novembre 2022  | 17 giugno 2018   | 14 agosto 2013    |
| Austria        | 10      | 7        | 3        | 0         | 17         | 5           | +12             | 10 giugno 2018    | 1º maggio 1974   | –                 |

### Saldo negativo
| Nazionale   | Partite | Vittoria | Pareggio | Sconfitta | Reti fatte | Reti subite | Differenza | Ultima vittoria | Ultimo pareggio  | Ultima sconfitta |
| ----------- | ------- | -------- | -------- | --------- | ---------- | ----------- | ---------- | --------------- | ---------------- | ---------------- |
| Argentina   | 111     | 42       | 26       | 43        | 166        | 168         | -2         | 2 luglio 2019   | 16 novembre 2021 | 25 marzo 2025    |
| Paesi Bassi | 12      | 3        | 5        | 4         | 15         | 18          | -3         | 8 giugno 1999   | 4 giugno 2011    | 12 luglio 2014   |